# Höglandet
För andra betydelser, se Höglandet (olika betydelser).
Höglandet är en stadsdel i Bromma i Västerort inom Stockholms kommun och är en del av Bromma trädgårdsstad. Höglandet är namnet på området mellan Ålsten och Nockeby. Bebyggelsen uppfördes huvudsakligen på 1920- och 1930-talen. Ålstensområdet började byggas 1923, Höglandsområdet 1926 och Nockeby 1930. Området blev en stadsdel 1932 och namnet nyskapades efter Höglandstorget, som 1925 fått sitt namn av topografin. Stadsplanen för Höglandets nuvarande område, där Höglandstorget ingick, antogs 1925, medan stadsplanen, som avsåg Lilla Nockebyhov inom stadsdelen Höglandet fastställdes i december 1936. Stadsdelen Höglandet ingår i Västerleds distrikt och Bromma stadsdelsområde. Höglandet har en landyta av 44 ha.

## Avgränsning och tidig historik

Karta över bebyggelsen i Äppelviken och Grönvik från 1917-1922.

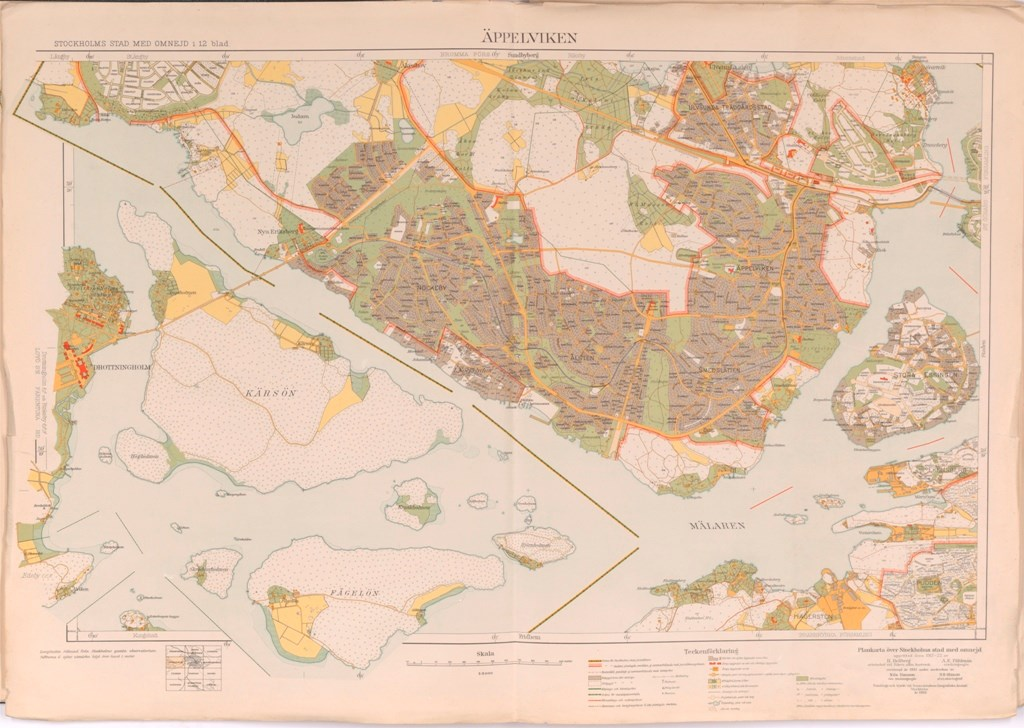
Karta över bebyggelsen i Äppelviken, Smedslätten, Ålsten, Höglandet och Nockeby från 1917-1933.

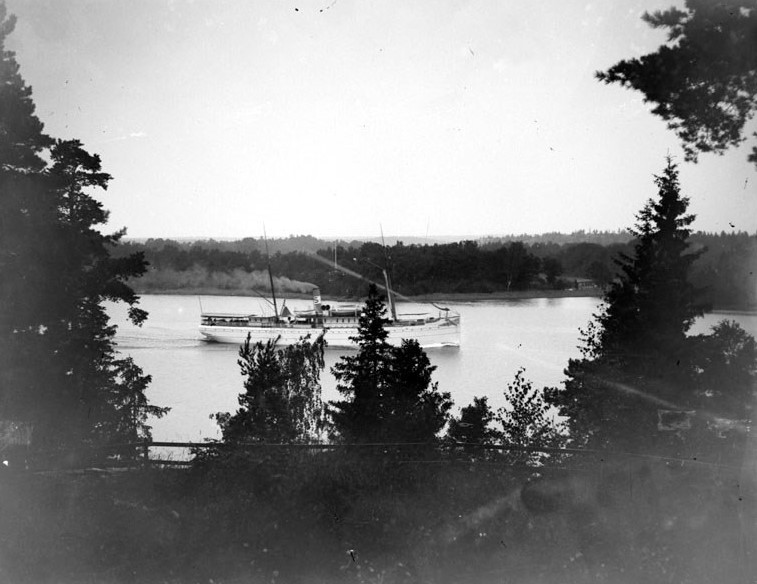
Ångbåt på Mälaren på 1890-talet.

Stadsdelen Höglandet omfattar mark som tillhörde Åkeshovs säteri och köptes av Stockholms stad år 1904. Säljarna hade haft egendomen i endast tre år, men hunnit påbörja tomtförsäljning inom ett område närmast Mälaren, kallat Grönvik. En av säljarna, Olsson & Rosenlunds AB behöll marken närmast vattnet och på så sätt kom tomter med "fri och egen grund" i marknaden i Bromma. Grönviks område tillhörde således också Åkeshov och från det området började tomtförsäljning 1902. Olsson & Rosenlunds AB sålde tomter inom Grönvik 1902, och tomtförsäljningen var här avslutad 1924. Bebyggelsen på stadens mark i stadsdelen Höglandet genomfördes under åren 1925–1930.
Höglandets gräns går från Ålstens båtvarv, utefter Djupdalsvägen till Sångarlunden. Därefter över Skaldevägen via Domherrevägen över Thaliavägen, Thespisvägen och Författarvägen till Tunadalen, via Djuravägen över Grönviksvägen och via Tällbergsgränd till Mälaren. Den centrala platsen inom detta område utgörs av Höglandstorget, som är stadsdelscentrum med spårvagnshållplats. Det var från början ett affärstorg men antalet affärer har under senare tid tunnats ut avsevärt. Affärerna vid torget har haft svårt att överleva liksom vid nästan alla stadens torg.
Sedan 1934 ingår Grönvik i stadsdelen Höglandet. Området är kraftigt kuperat. Här finns stugor från 1800-talet och exklusiva villor från 1930-talet. Hela Grönviksvägen är en blandning av gammalt och nytt. Vid slutet av 1800-talet uppfördes flera sommarhus bortåt Nockebybron. Vid Grönviks sydöstra början fanns redan vid slutet av 1800-talet några sommarhus och tvätterier. Från denna tid är nu bara en villa, tvättstugan vid Grönviksvägen 7 och småbåtsvarvet med hamn kvar. Annars är det mest villor i funkisstil från 1930-talet. Några byggnader från slutet av 1700-talet finns också här. Till varje tomt vid Grönviksvägen fanns ett badhus, ett herrbad fanns vid Tallen nedanför Grönviksvägen 61. Det ursprungliga området bebyggdes på 1880-talet då man tog sig hit med ångbåt till Grönviks brygga på Torsångsvägen, en tvärgata till Grönviksvägen. Ännu 1939 gick de vita ångbåtarna dagliga turer inåt Mälaröarna. Från slutet av 1800-talet lade båtarna till även vid Ålsten och Grönvik. På Grönviks gamla ångbåtsbrygga och på Nockeby gamla flottbro fiskade man. Man seglade och dansade på Ålstens gårds loge. Vid Grönviksvägens sydöstra början ligger Grönviks småbåtsvarv med hamn från 1880-talet kvar än idag. Grönviks båthamn ligger vid Torsångsvägen i kvarteret Ålstenshamnen, som ligger i östra delen av Ålstensparken. Källviks båthamn ligger vid Grönviksvägen 159. Grönviksvägen, som fick sitt namn 1924, utgår från Grönviksskälet, som fick sitt namn 1928. Eftersom området kring Grönviksvägen utmed Mälarstranden inte ingick i stadens markköp intar vägen en särställning i Brommas trädgårdsstäder.
Själva Grönviksskälet ligger mellan Höglandsparken och kvarteret Pinden, där vägarna Grönviksvägen, Alviksvägen och Nockebyvägen går samman. Grönviksvägen börjar vid Grönviksskälet och följer sedan utefter Mälarens strand ända fram till Nockebybron, en drygt 2 km lång sträcka. Stadsdelen Höglandet ligger mellan stadsdelarna Ålsten och Nockeby. Höglandet bestod från början av delar av ägorna Ålstens gård (Ålsten 1:1) och Åkeshof (Åkeshov 1:1) samt några mindre fastighetsbildningar öster om den gamla Nockebybron. De av kommunen ägda gemensamma ytorna tillhör än idag Åkeshov 1:1. Höglandets avgränsning västerut mot Nockeby har under åren varierat lite. Mellan stadsdelarna delas alla de längsgående gatorna mellan Höglandstorget och Nockeby torg. Genom att beakta postnummerindelningen får man en ungefärlig överblick av Höglandets gränser, då Höglandet efter postnummerrevisionen (från 161 till 167 eller 168 i Bromma) bara har ett enda postnummer, 167 71. Då man bebyggde Ålsten fann man att den stadsdelen blev oproportionerligt stor jämfört med de övriga i Bromma trädgårdsstad (179 ha mot ca 100 för de övriga). Man delade då Ålsten i Västra Ålsten och Östra Ålsten. Man hittade inget naturligt snitt så att delarna skulle bli ca 90 ha per styck och man delade då längs den genomgående Djupdalsvägen. Den östra delen behöll namnet Ålsten och den västra delen (väster om Djupdalsvägen) döptes 1934 till Höglandet, ursprungligen på grund av de stora höjdskillnaderna inom området. Det står således Ålsten som stadsdel på tomtkartorna från 1926-1929, när de flesta villorna uppfördes i Höglandet.

## Bebyggelse

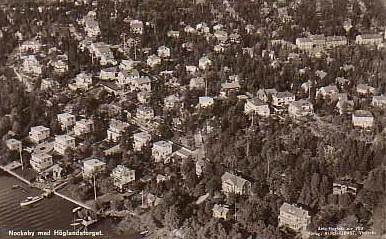
Nockeby med Höglandstorget, flygfoto, vykort från 1930-talet.

Området planerades för villabebyggelse och domineras av villor. Bebyggelsen på stadens mark i Höglandet uppfördes under åren 1925–1930. Området blev en stadsdel 1934 och fick sitt namn samma år och namnet nyskapades efter Höglandstorget, som fick sitt namn redan 1925 av topografin, som syftar till den relativt höglänta terrängen. Stadsplanen för Höglandet antogs 1925. Den backiga terrängen lockade många att bygga så kallade dalahus och villorna fick ofta två fulla våningar. Villorna i Nockeby är ofta litet större än de i Höglandet, då husen ofta har två fulla våningar. Före 1934 hette stadsdelen Västra Ålsten. Inom stadsdelen Höglandet fastställdes stadsplanen som avsåg Lilla Nockebyhov i december 1936.

## Kvarters- och gatunamn

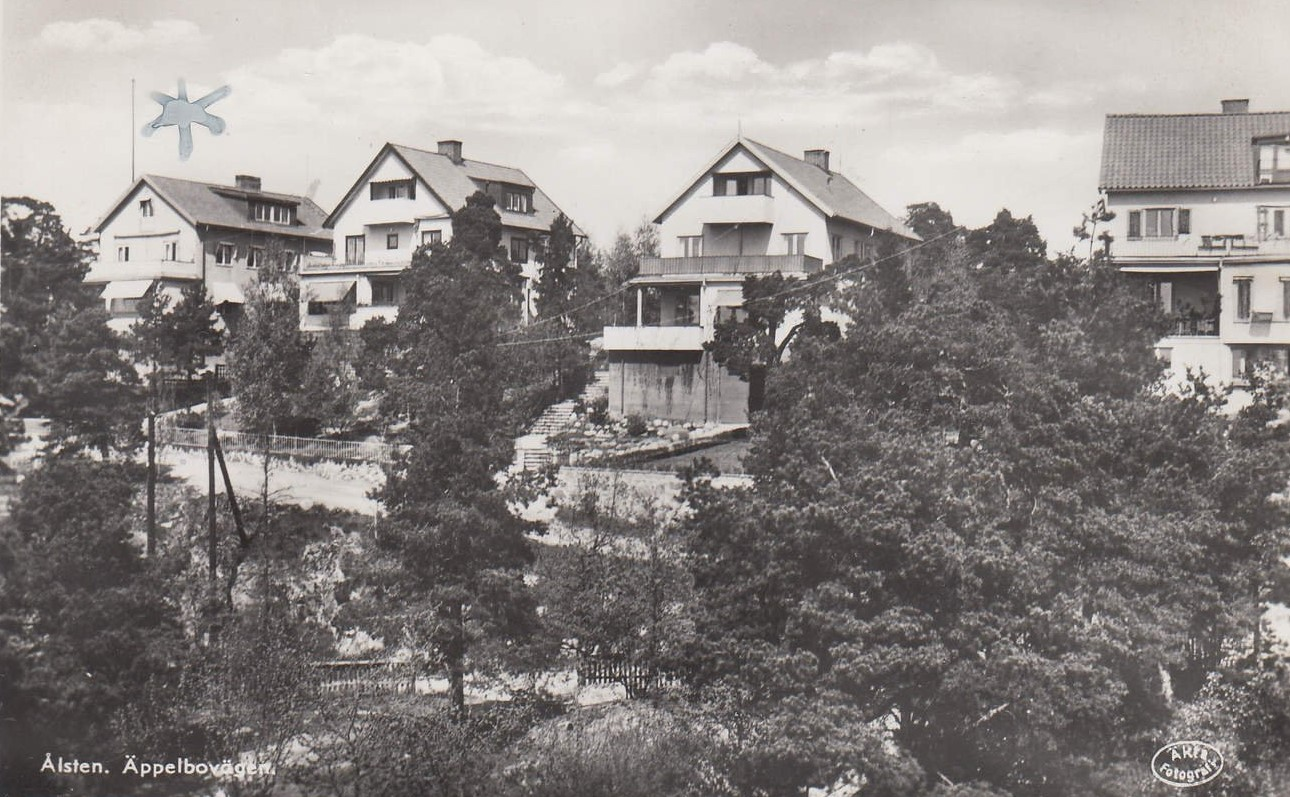
Villor vid Äppelbovägen, Höglandet, vykort från 1950-talet.

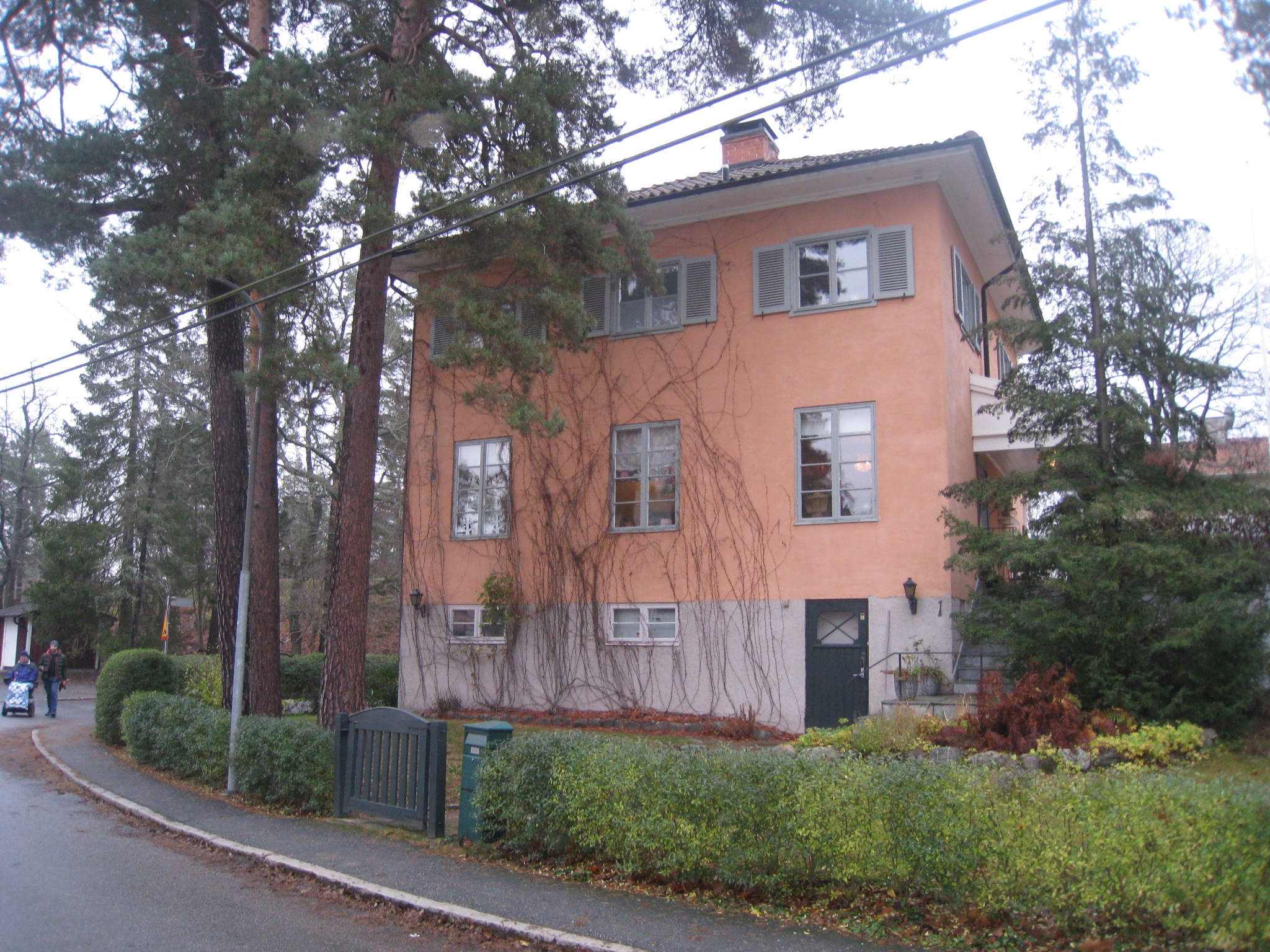
Villa på Vinghästvägen 1, Höglandet

De flesta gatunamnen i Höglandet fick sina namn mellan 1924 och 1930. Vid namnsättningen av gatorna har man främst använt två kategorier, "författarkonsten" och "dalska ortnamn", som även används inom stadsdelen Nockeby. Några vägar har sina namn efter kategorin "fåglar". Grönviksvägen och Höglandsparken fick sina namn redan 1924. Därefter fick Apollogänd, Bardabacken, Höglandstorget, Pinden, Rimmargatan, Thaliavägen, Thespisvägen och Vinghästvägen fick sina namn 1925. Därefter fick Grönviksskälet, Journalistgränd, Spaltbacken, Sångmöstigen, Thalialunden och Visvägen sina namn 1928. Redan året därefter, 1929, fick Gransångarvägen, Sollerövägen och Tunadalen sina namn. Och 1930 fick Domherrevägen, Orevägen, Torsångsvägen, Vikavägen, Våmhusvägen och Äppelbovägen slutligen sina namn.

## Brommas högsta punkt
Stadsdelen Höglandet ligger utmed Mälarstranden och i regel mellan 30 och 44 meter över havet med strålande utsikt. Något väster om Höglandet ligger Brommas högsta punkt, det första landområdet som kom upp ovanför vattenytan när isen smälte var Nockebytoppen vid Orsavägen 19, där är höjden 51 meter över havet.

## Inga registrerade fornlämningar
Höglandet har inga registrerade fornlämningar, då det inte var mycket av Bromma som låg ovanför vattenytan, även om Bromma är rikt på fornlämningar. En stor ö fanns och den bestod av de högsta delarna av Smedslätten, Ålsten och Nockeby. Resten var bara små skär, som stack upp över vattenytan, som då låg nära tjugo meter högre än Mälaren gör idag. År 1912 hittades vid vägarbeten en yxa av grönsten, troligen nära Grönvik i Höglandet. Skafthålsyxor från stenåldern är ofta av grönsten, en etablerad term i arkeologin. Stenyxan påträffades vid anläggning av allmän väg (nuvarande Grönviksvägen) mellan Drottningholmsvägen och troligen Grönvik. Läget för fyndplatsen torde vara någonstans i östra delen av Grönviksvägen, kanske i närheten av Orevägen. Yxan tillhör en typ som var relativt vanlig under sen stenålder, undersidan är flat och översidan är svagt välvd.

## Stadsplan och bebyggelse
Stadsdelen Höglandet omfattar mark som under 1800-talet tillhörde Åkeshovs säteri och därmed även Ålstens gård köptes av Stockholms stad år 1904. Säljarna hade haft egendomen i endast tre år, men hunnit påbörja tomtförsäljning inom ett område närmast Mälaren, kallat Grönvik. Det var den enda bebyggelsen vid slutet av 1800-talet. Ursprungligen hade där huvudsakligen byggts sommarhus vid början av dagens Grönviksvägen och Orevägen. En av säljarna, Olsson & Rosenlunds AB behöll marken närmast vattnet och på så sätt kom tomter med "fri och egen grund" i marknaden i Bromma. Grönviks område tillhörde således också Åkeshov och från det området började tomtförsäljning 1902.
År 1909 byggdes ett missionshus som lokal för Grönviks missionsförsamling på Vikavägen 3. Sedermera ingick församlingen i Bromma missionsförsamling och verksamheten flyttades 1955 till Abrahamsbergskyrkan. Grönvikskyrkan såldes 1963 och revs 1969.
Höglandstorget genomgick vintern och våren 2011 en upprustning. Idag har torget fått nya gångvägar, ett antal nya parksoffor och en boulebana. Samtliga hus på torget har också restaurerats. Tidigare gamla butiker, bagerier och post har omvandlats till lägenheter. Höglandsbiografen (Höglandsbion) finns kvar liksom ett café. En japansk sushibar har nyöppnats.
Vid Höglandstorget ligger Höglandsskolan, som är en så kallad "vertikalskola", med alla klasser från förskola upp till högstadiet. Vid Höglandstorget finns sedan 1926 Höglandstorgets spårvagnshållplats på Nockebybanan. Avståndet till station Alvik är 4,1 kilometer.

## Bilder

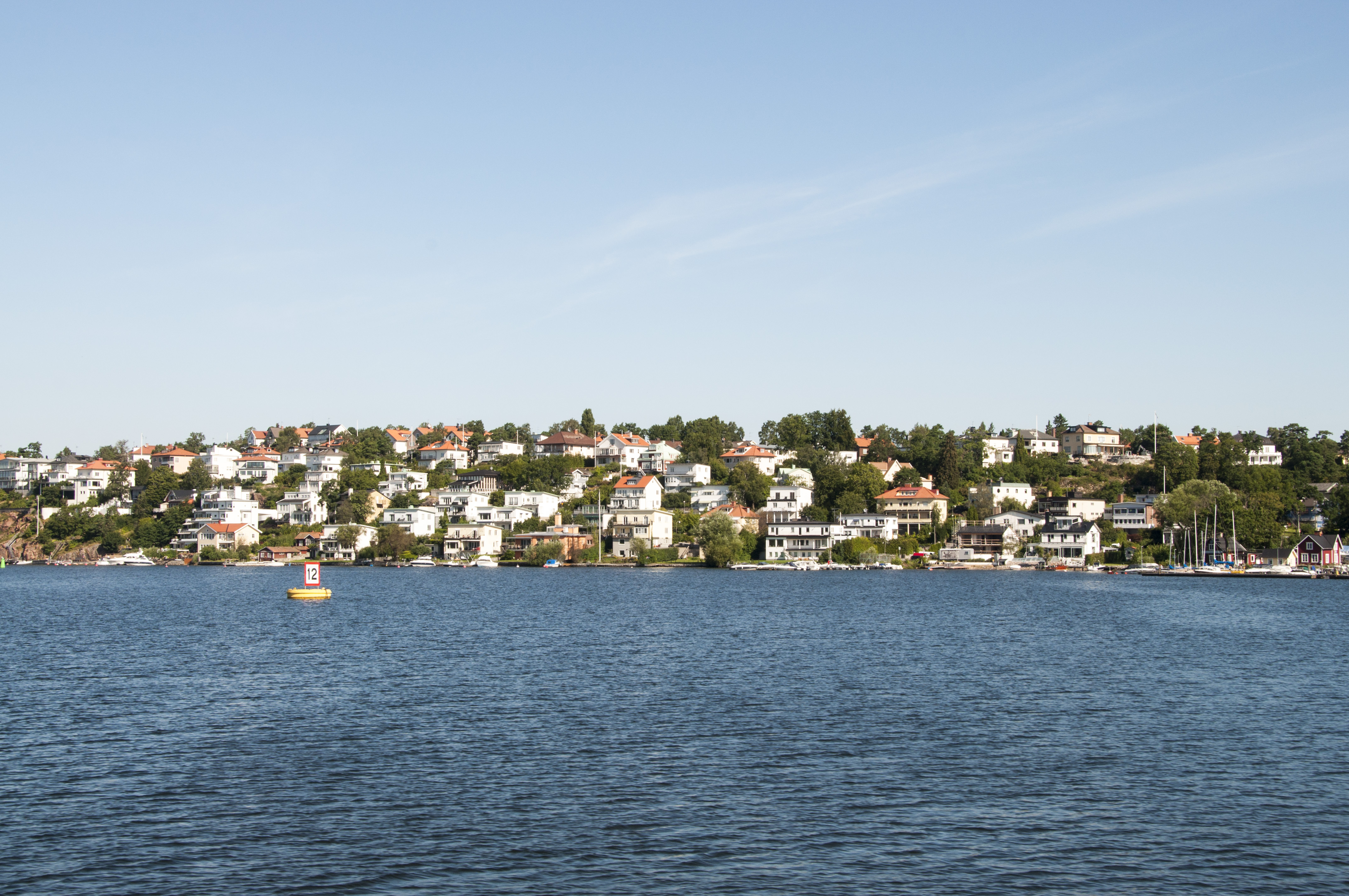
Höglandet från Mälaren.
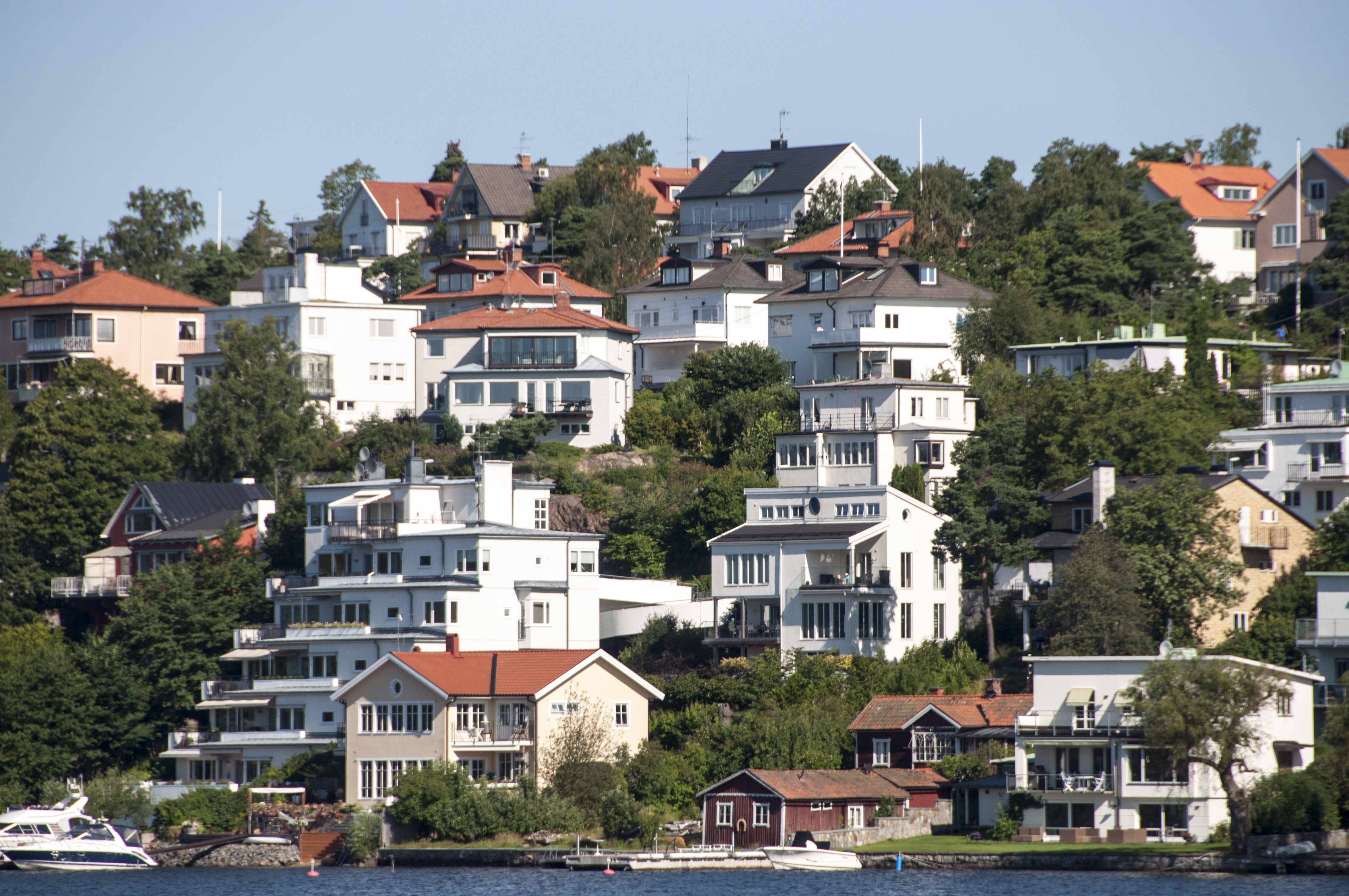
Höglandet från Mälaren.
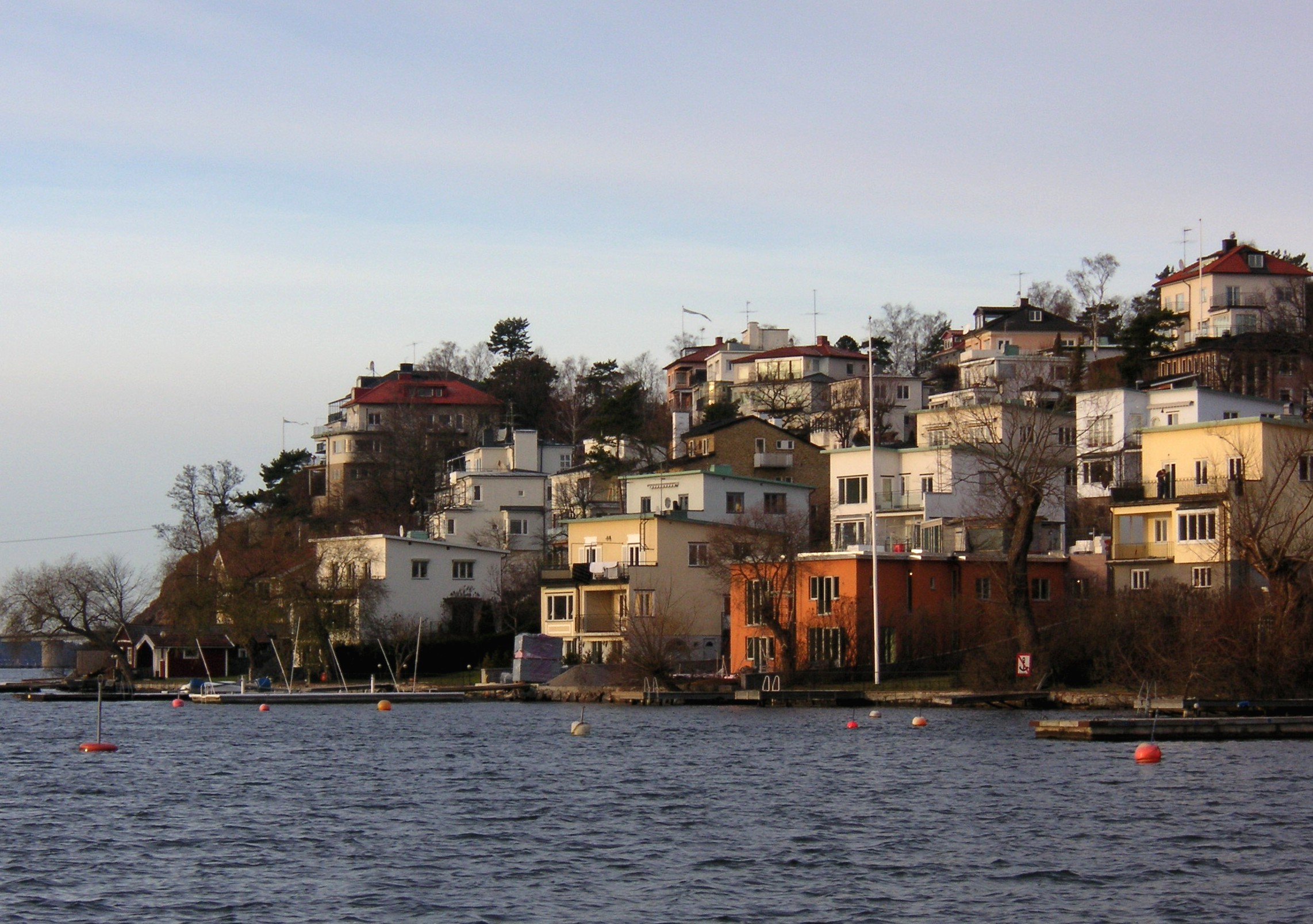
Höglandet från Mälaren 2005.
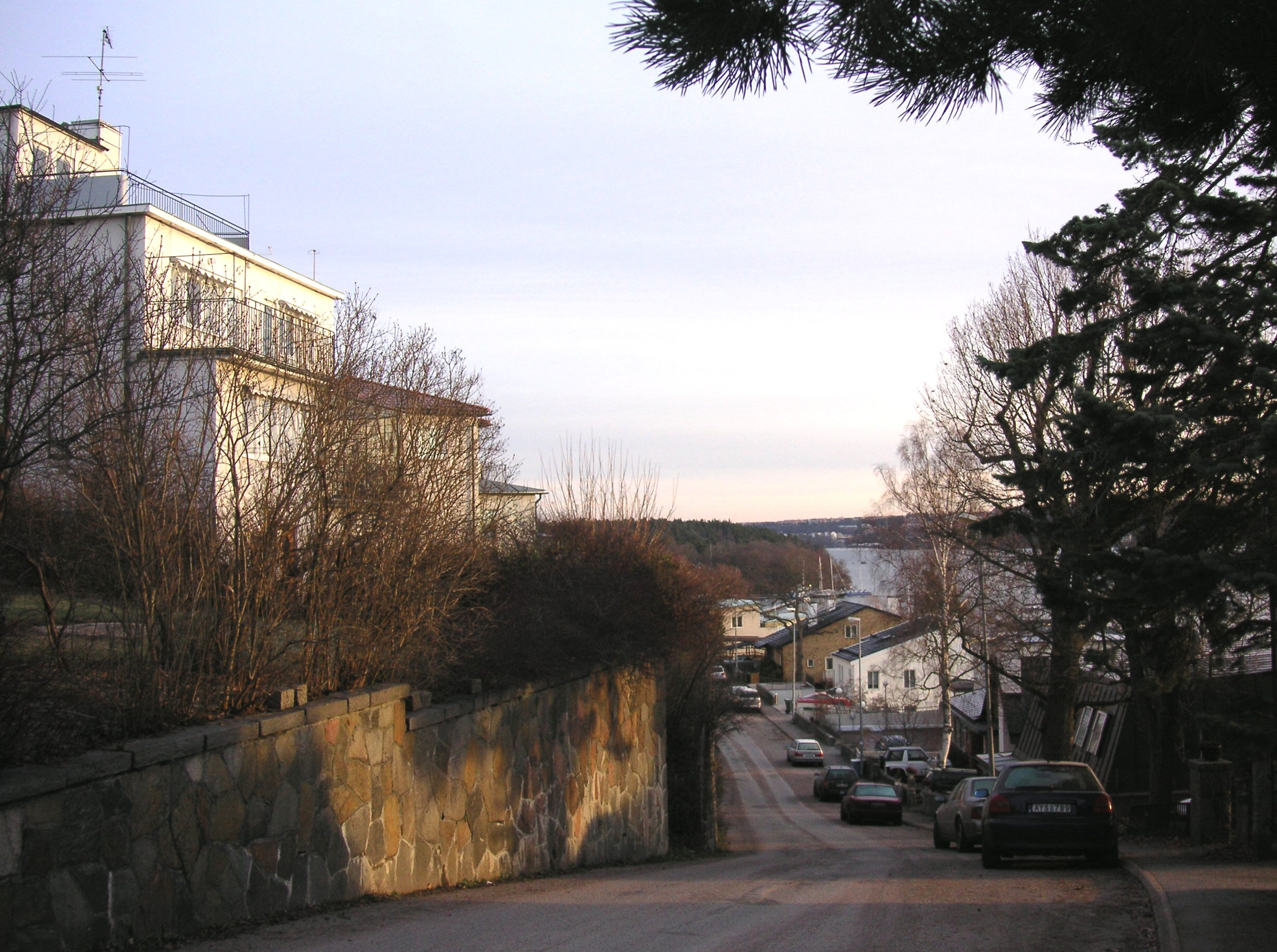
Grönviksvägen söderut.
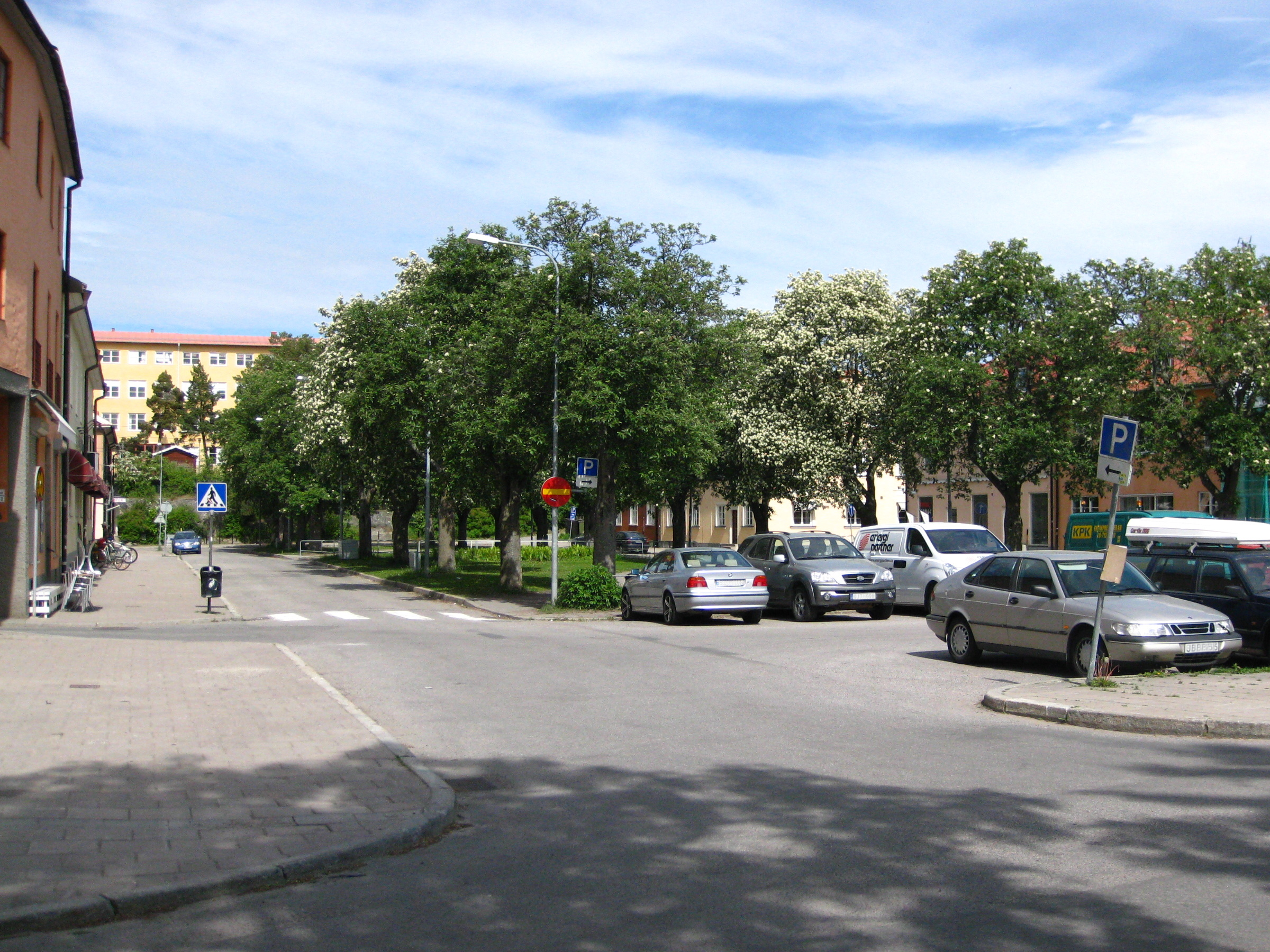
Höglandstorget.
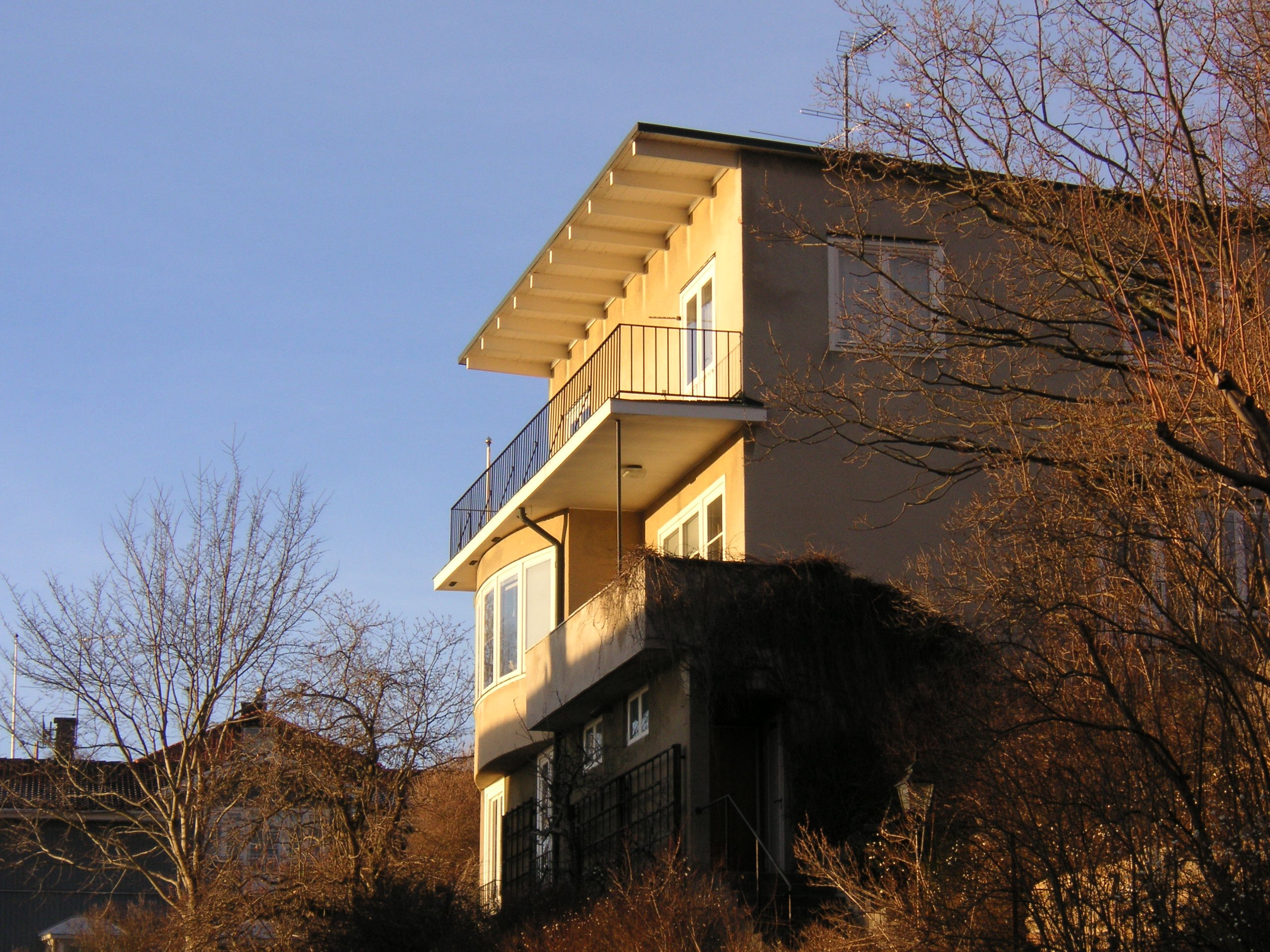
Funkisvilla vid Grönviksvägen.
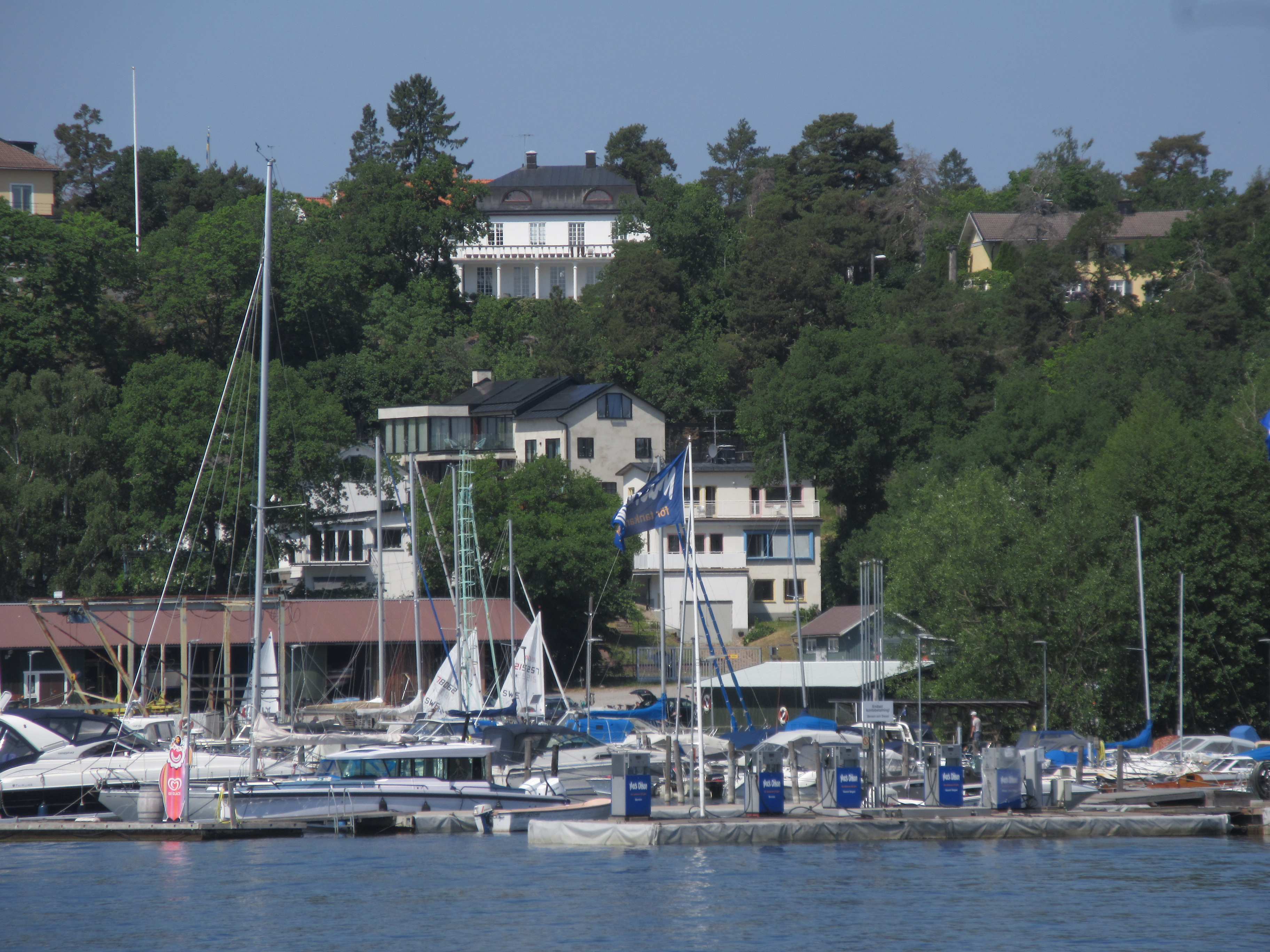
Ålstensbryggan med Borgmästarvillan, även kallad "Nya borgmästargården" på höjden vid Vinghästvägen 20 i Höglandet, sedd från Mälaren.
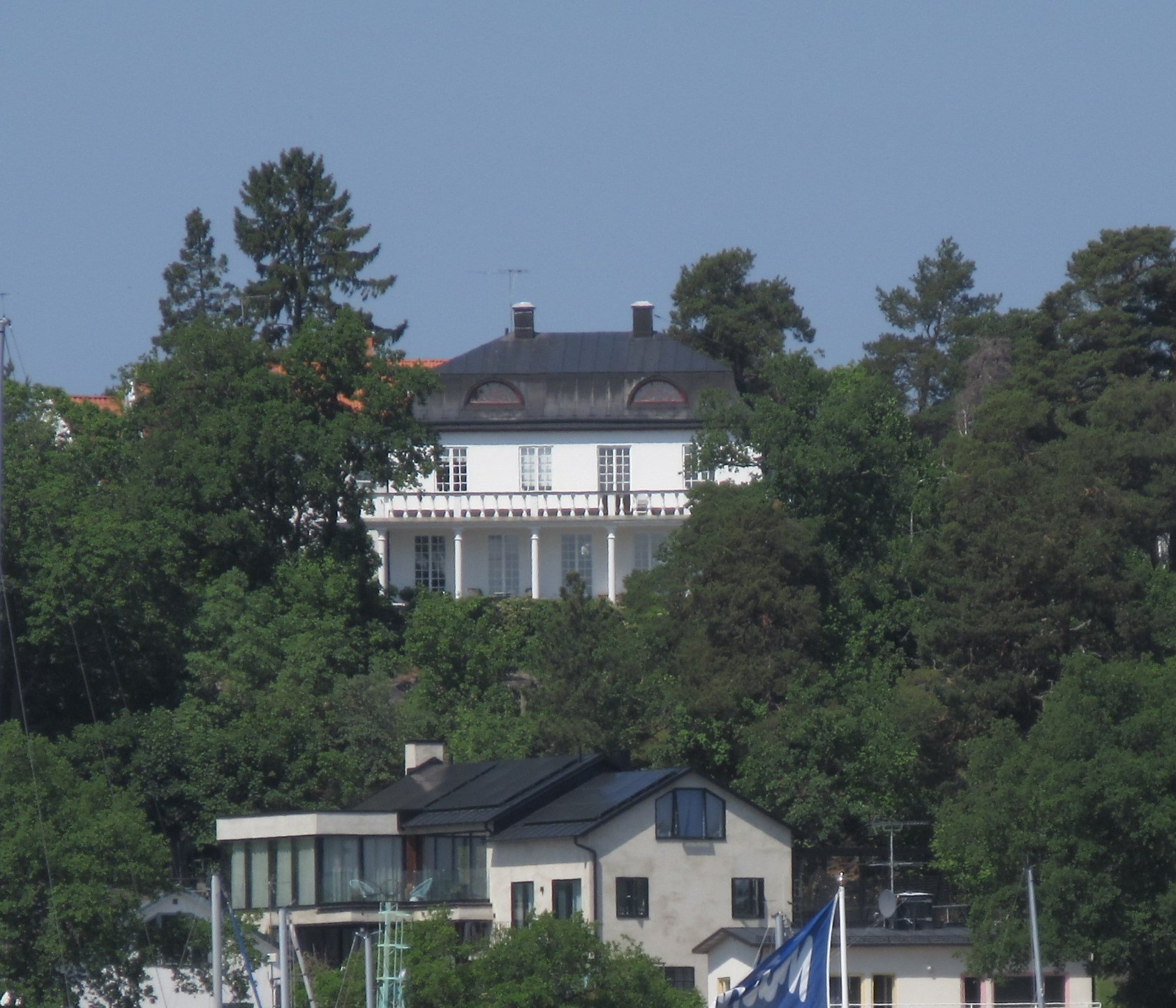
"Nya borgmästargården" sedd från Mälaren, borgmästare Carl Lindhagens villa på Vinghästvägen 20, byggdes 1926 och arkitekt var Ragnar Östberg.

## Offentlig konst

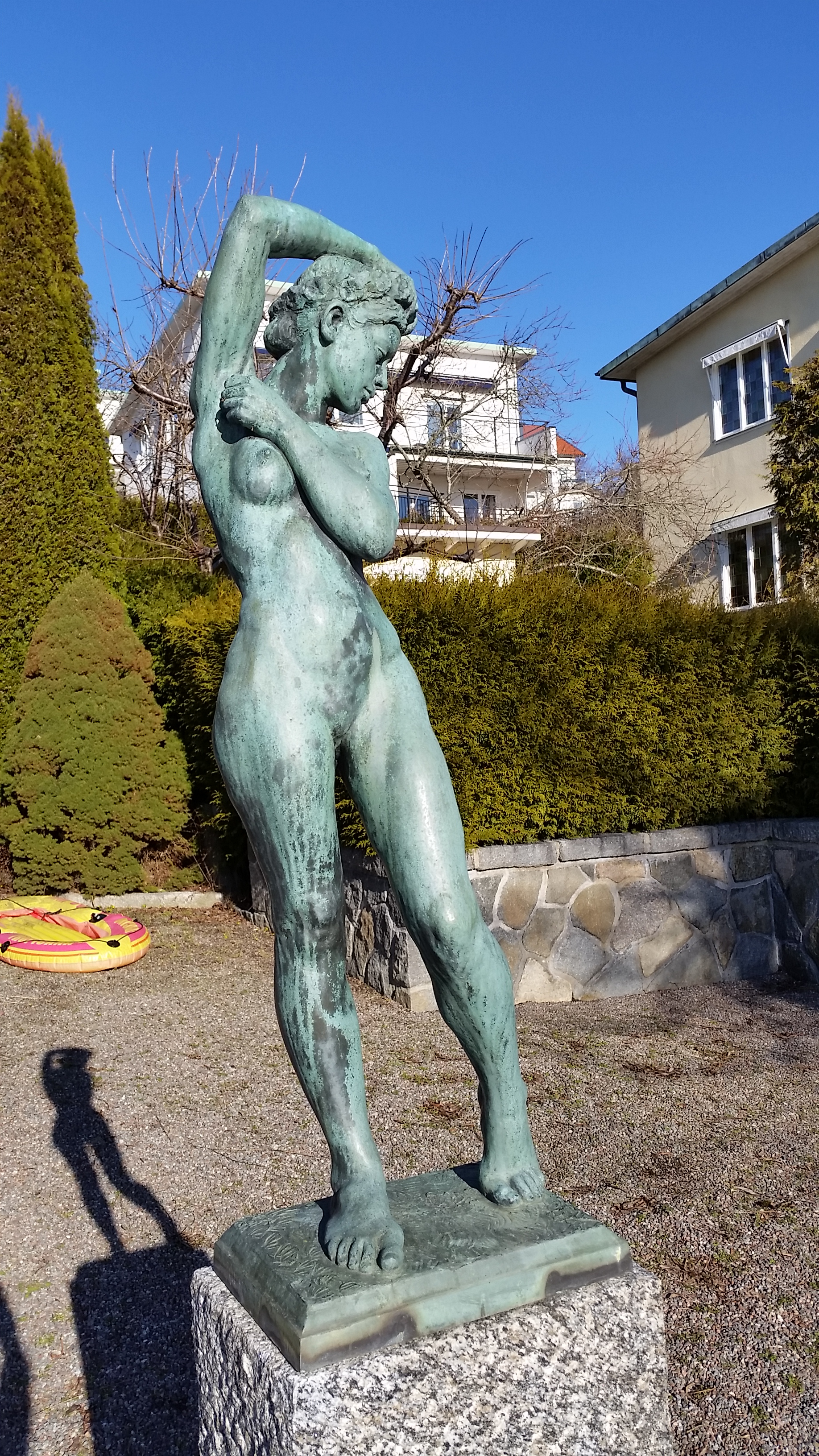
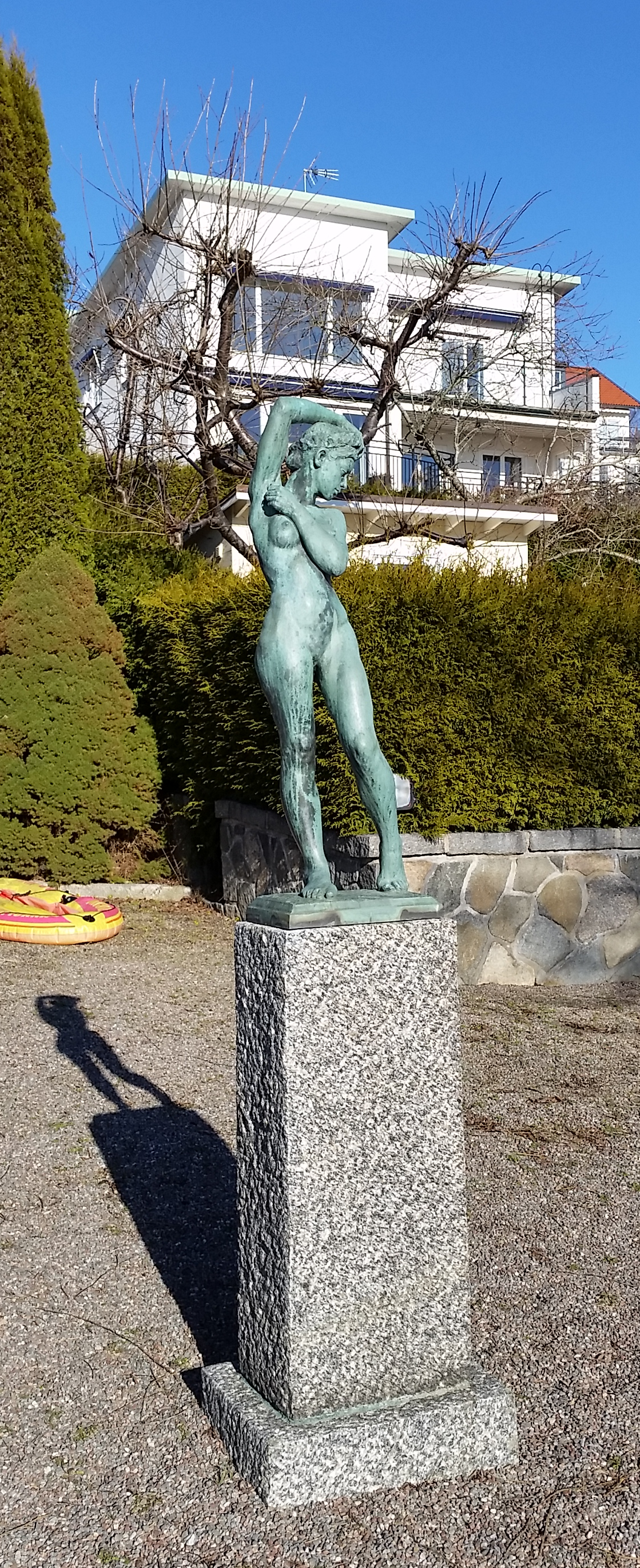
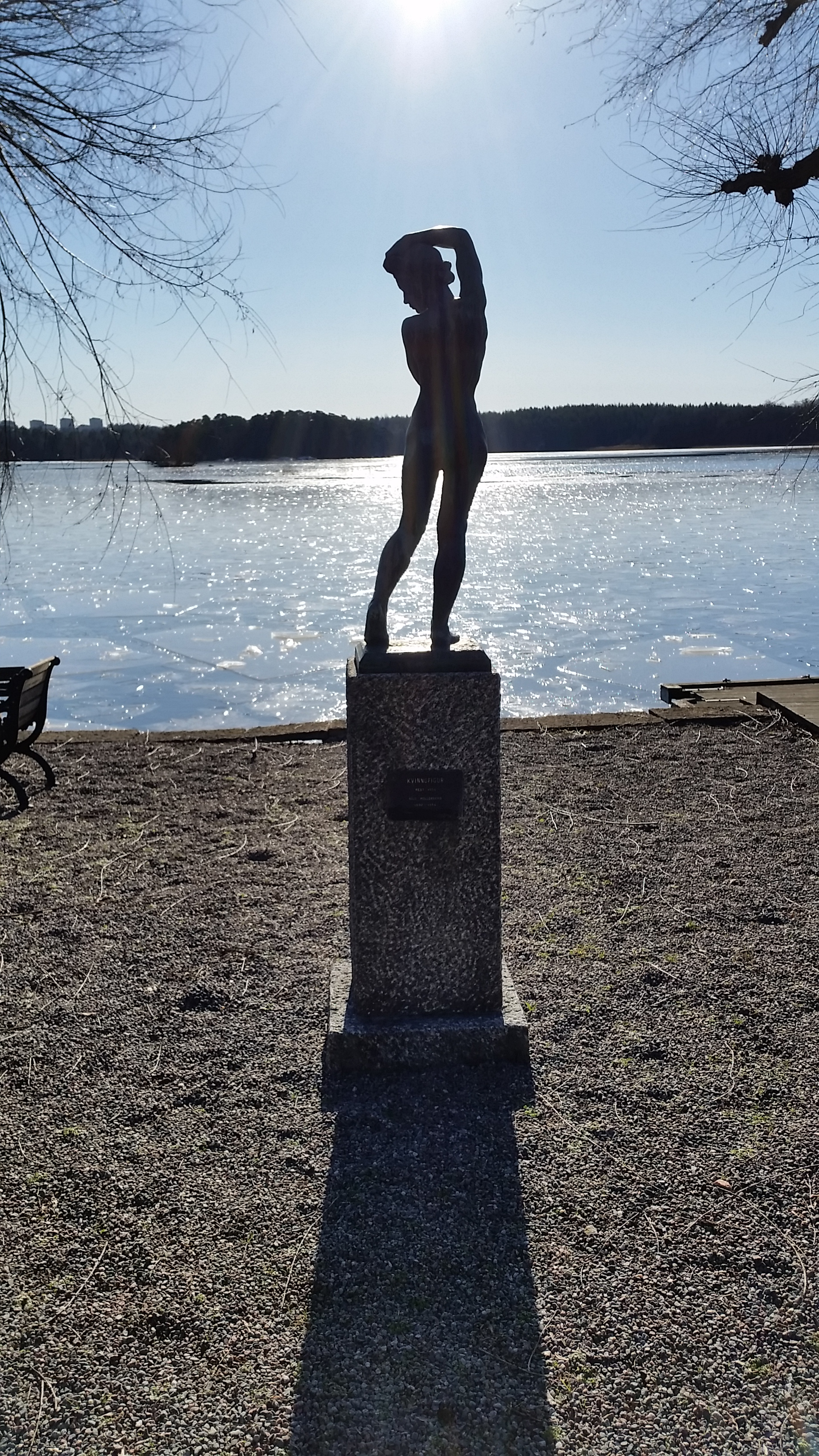

Inom Höglandet finns ett exempel på offentlig utomhuskonst. Det är bronsskulpturen "Kvinnofigur" av konstnären Nils Möllerberg som 1954 avtäcktes nära vattnet vid Strandbacken, en tvärgata till Grönviksvägen, i parken mellan Strandbacken 5-6 vid Mälaren.

## Arkitektur och tidiga höglandsbor
Utbyggnaden av Höglandet fortsatte enligt samma 1920-talsklassicism som i Ålsten. Höglandet fick sin villabebyggelse mellan åren 1929 och 1933. Många av villorna utmed Grönviksvägen är ritade av arkitekten Edvin Engström. Det attraktiva läget har lockat fram flera mer exklusiva och större villabyggen.
- Borgmästare Carl Lindhagens villa ("Borgmästarvillan"), som ligger längst ut på Vinghästvägen 20 i Höglandet, byggdes 1926 som "Nya borgmästargården". Villan ligger längst fram på en klippa som sträcker sig ut över Grönviksvägen, vid Grönvik nära Ålsten vid Ålstens brygga. Villan på Vinghästvägen var borgmästare Carl Lindhagens (1860-1946) andra Brommahem, där han var bosatt under åren 1926-1946. Arkitekt till "Nya borgmästargården" var Ragnar Östberg (1866-1945). Det var borgmästare Carl Lindhagens andra Brommavilla. Lindhagen var förälskad i Bromma och hans första Brommavilla, Gamla borgmästargården, lät han bygga år 1914 i hörnet av Poppelvägen 12 och Korsvägen 3 i Äppelviken och där bodde han 1914-1926. Borgmästarens första hus i Bromma var ett trähus med vita knutar. Huset i Höglandet byggdes av byggmästare Olle Engkvist och Carl Lindhagen gav arkitekt Ragnar Östberg i uppdrag att rita sin egen villa i Höglandet. Det huset byggdes i sten och taket belades med koppar, något som var ovanligt bland villor i trakten. Nya borgmästarvillan är belägen på en höjd ovanför Mälaren, det är en ståtlig representativ villa med italiensk inspiration. Den stora vita villan har en stor terrass med kolonner mot Mälarens sjösida och som vaktas av små lejonskulpturer.

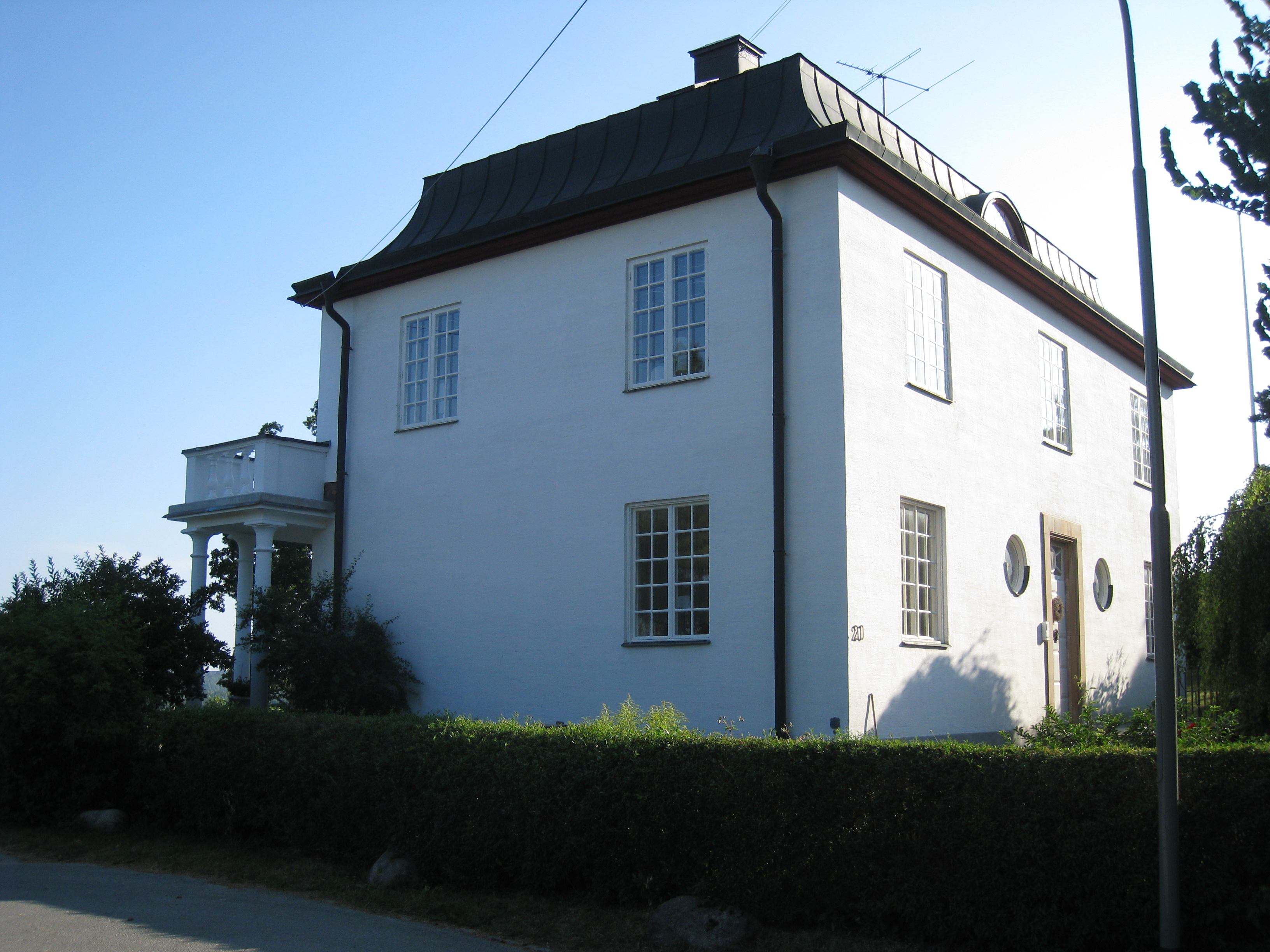
Nya borgmästarvillan, Vinghästvägen 20, Höglandet, huset är byggt i sten och har koppartak.
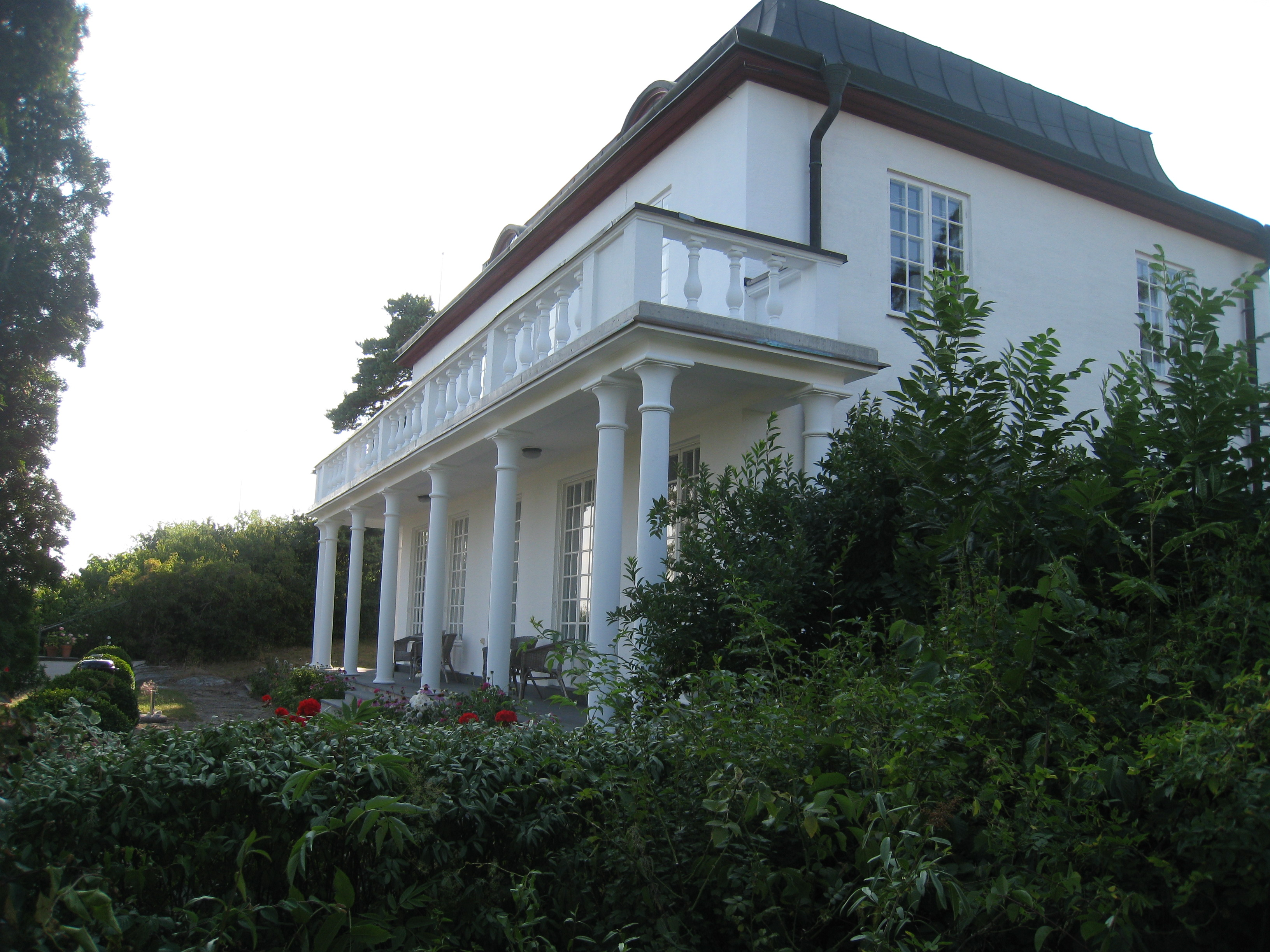
Nya borgmästarvillan, Vinghästvägen 20, Höglandet, den stora vita villan har en stor terrass med kolonner och små lejonskulpturer.
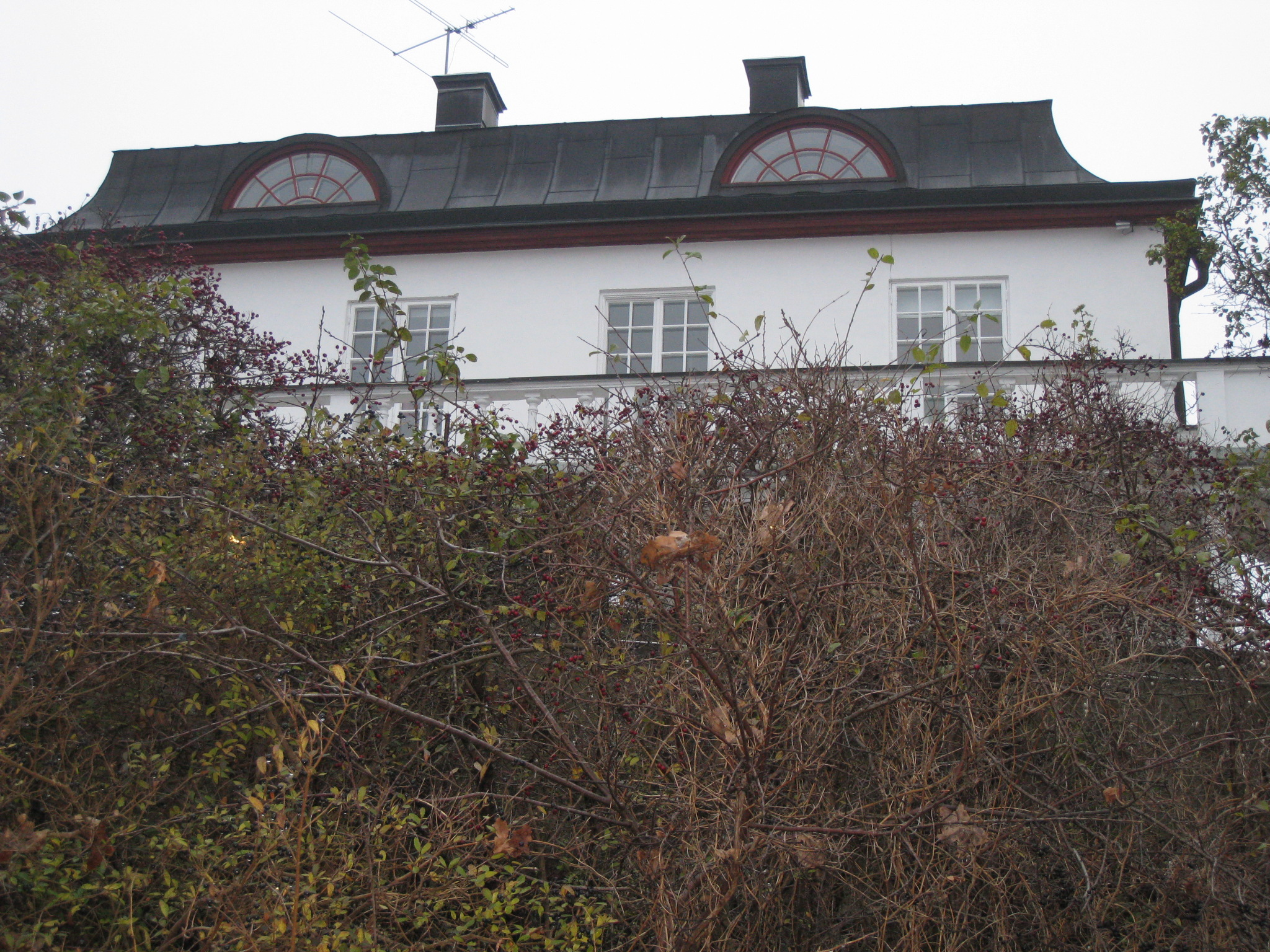
Från de båda takfönstren hade Carl Lindhagen en milsvid utsikt över Mälarens vatten.
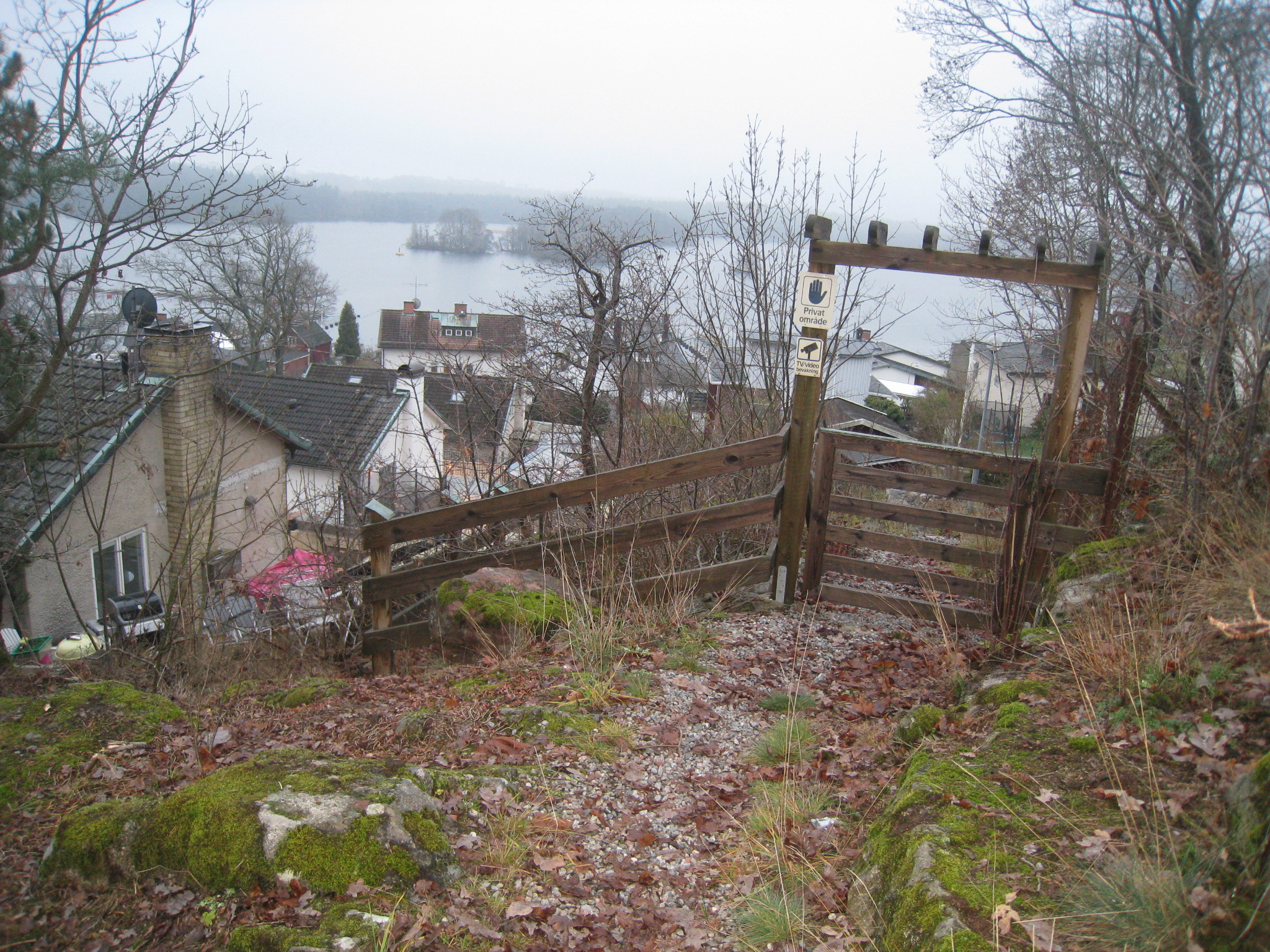
Utsikt mot Mälaren från Vinghästvägen.

- Arkitekten Gustaf Birch-Lindgrens villa på Vinghästvägen 11, granne med Carl Lindhagen, ritade sin egen villa 1927 året efter att Carl Lindhagen hade byggt sin villa på Vinghästvägen 20. Även den villan byggdes i italienskinspirerad stil med vinklad loggia och släta putsväggar, fönsterluckor av trä och öppen pergola. I matsalen lät han sin vän konstnären Einar Forseth måla väggarna med utsikter från Drottningholms slottsträdgård. I trädgården bär en smal kolonn en jonisk kapitäl. Kolonnen står som ett sjömärke på tomtens högsta punkt. Gustaf Birch-Lindgren är även arkitekt till Höglandsskolan vid Höglandstorget. Skolan är byggd i funktionalistisk stil och uppförd i etapper 1931-1938.

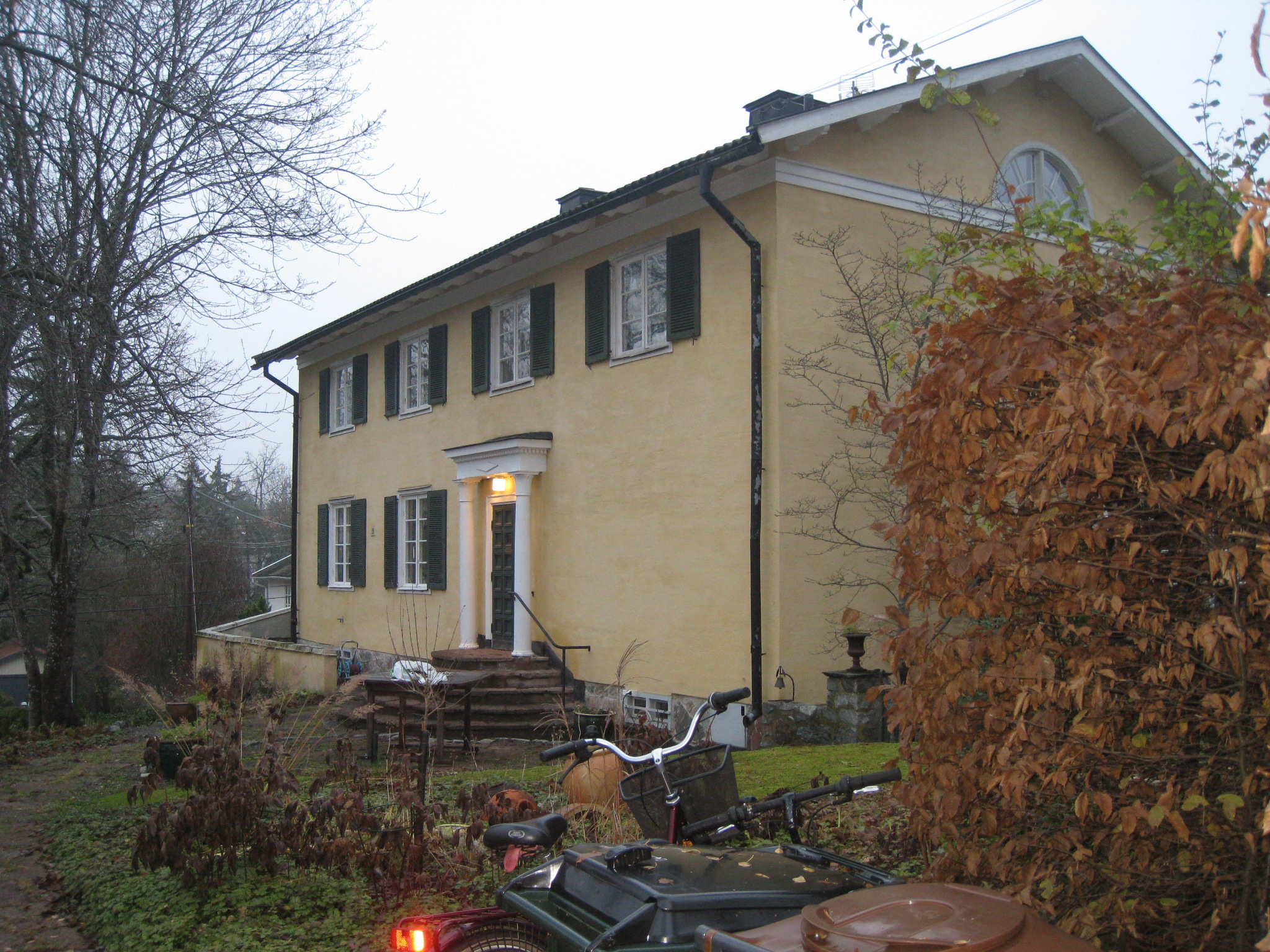
Villa Gustaf Birch-Lindgren, Vinghästvägen 11, Höglandet.
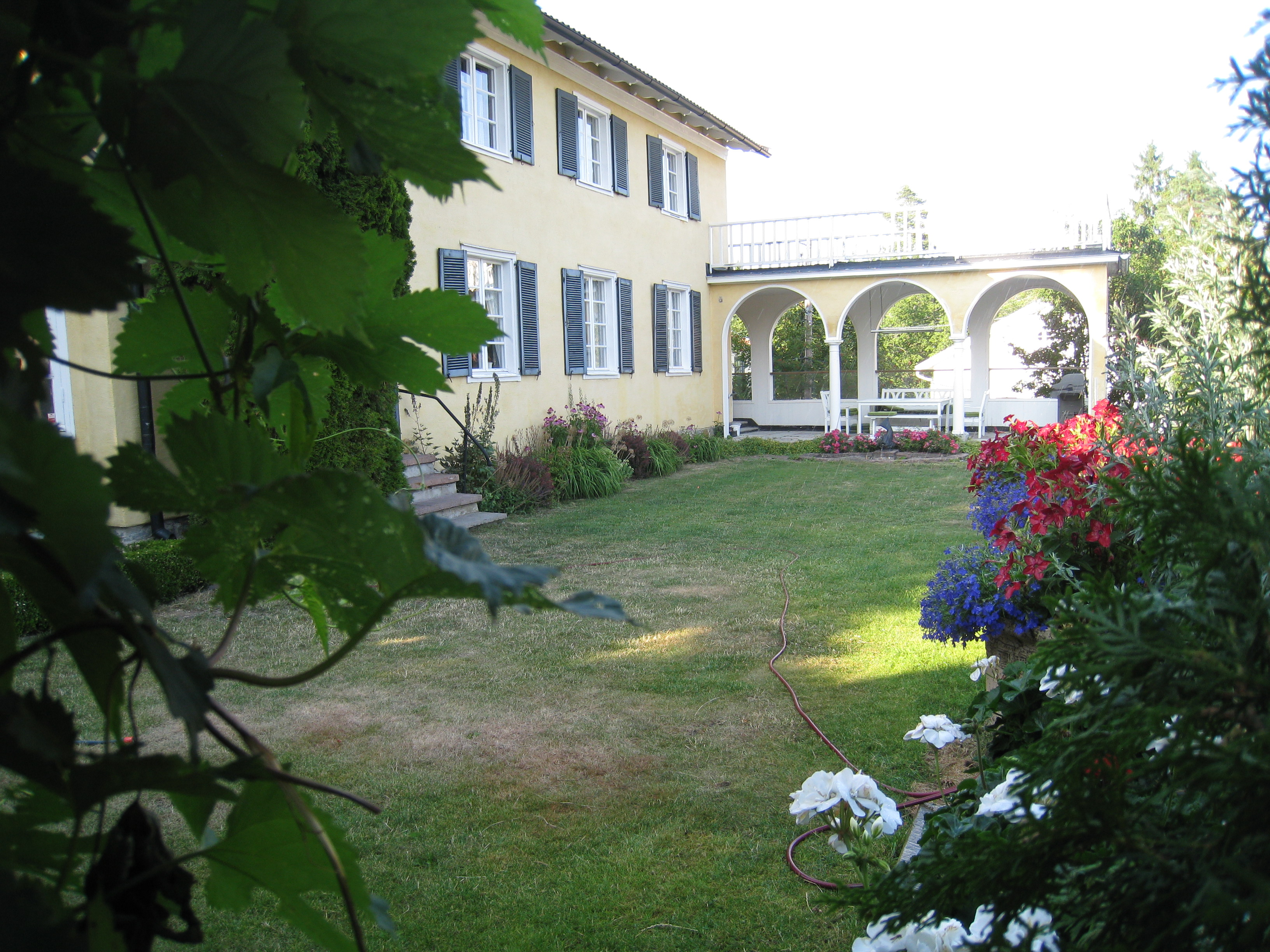
Villa Gustaf Birch-Lindgren, Vinghästvägen 11, Höglandet.
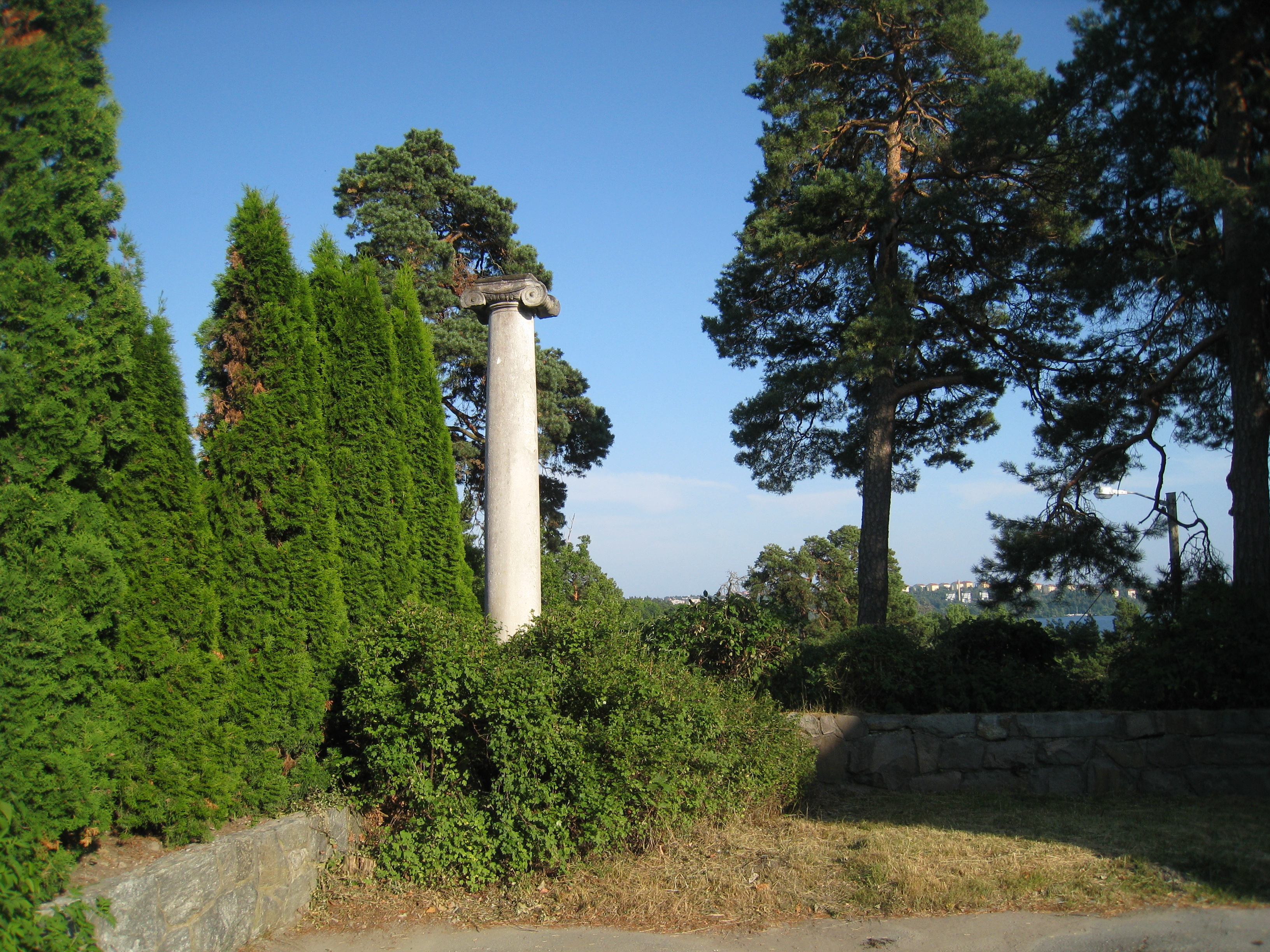
En smal kolonn bär upp en jonisk kapitäl i trädgården vid Villa Gustaf Birch-Lindgren.
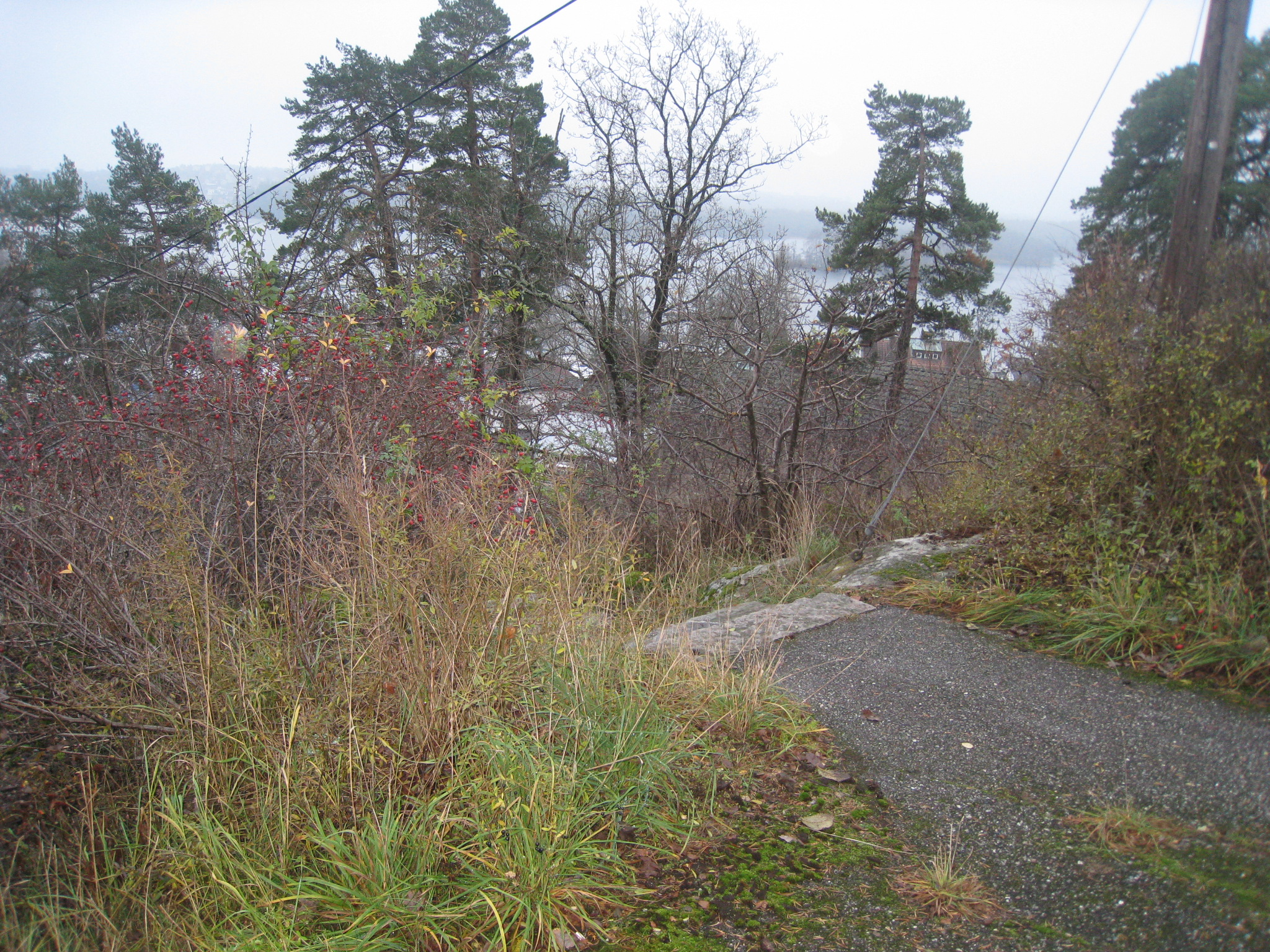
Utsikt mot Mälaren från Vinghästvägen.

- Tonsättaren Hilding Rosenberg med familj var i många år bosatt i en villa på Apollogränd 7 i korsningen vid Vinghästvägen. Till Apollogränd kom hans kompositionselever, de så kallade Rosenknopparna, såsom Karl-Birger Blomdahl,  Ingvar Lidholm och Sven-Erik Bäck.[8]
- Konstnären Einar Forseths villa byggdes vid Hallingsbacken 3 nära Höglandet. Villan var einar Forseths bostad och ateljé. Forseth ritade egenhändigt sin egen villa och byggde sitt hus 1925 med en ateljé genom två våningar. Ateljén fungerade som själva kärnan i bygget. Han hade en mycket bestämd uppfattning om hur hans hus skulle se ut. Det var arkitekten Björn Hedvall, som förverkligade Forseths konstnärliga idéer. Einar Forseth lät bygga sin villa högt belägen ovanför Ålstens gård på höjden precis ovanför 12:ans spårväg nära Höglandsparken på gränsen till Höglandet. I villan bodde han i 56 år med sin familj åren 1925-1981. Forseths gröna villa låg överst på Hallingsbacken, som också fick sitt namn 1925 när villan byggdes. Det var ett vackert och ändamålsenligt hus med fri utsikt, bland annat över Mälaren. Eftersom villan också fungerade som hans ateljé var ljuset på Hallingsbackens krön nödvändigt för arbetet i ateljén och utsikten här uppe var fantastisk. Ovanför det långa ateljéfönstret syns takfrisen likt ett band med fält som är ornamentalt skulpterat. Fältet utgör en del av bjälklagret och ligger mellan arkitraven och kransgesimsen.
- Einar Forseths Park ligger alldeles nära Hallingsbacken utefter Djupdalsvägen. År 1989, året efter att Einar Forseth avlidit, hedrades han med att ett litet parkområde vid Höglandsparken fick namn efter honom. Parken ligger vid korsningen Djupdalsvägen-Virvelvindsvägen i Bromma, och döptes till Einar Forseths Park.
- Arkitekten Björn Hedvalls villa på Hallingsbacken 5, på granntomten till Einar Forseth, ritades av Björn Hedvall själv år 1926. Han gav villan endast fönsteromfattningar och portal som dekor. Den kunde ha förenklats ytterligare, kommenterar han själv ett år efter uppförandet. Han strävade efter en enkel plan som gjorde bostaden lättskött och hembiträden överflödiga.[9]
- Arkitekt Karl G.H. Karlsson lät bygga sin egen villa på Grönviksvägen 20, där han bodde till sin död 1979. Idag värderas villan till 20 miljoner kronor baserat på tidigare försäljningar.
- Arkitekt Sven Markelius var arkitekt till sin egen villa på Grönviksvägen 131-133, som han lät bygga i funktionalistisk stil 1930. Det var hans eget hem åren 1930-1938. Villa Markelius ligger på en av höjderna och är byggd i betong och skjuten långt in på tomten med en ganska avvisande baksida mot betraktaren. Däremot skjuter en rundad del av huskroppen ut som vilar på en pelare för att ge sol och bästa utsikt.
- Chefredaktören för Dagens Nyheter Herbert Tingsten (1876-1973) bodde på Grönviksvägen 139.
- Chefredaktören för Dagens Nyheter 1960-1975 Olof Lagercrantz (1911-2002) bodde på Grönviksvägen 5. Huset brann dock ner till grunden i slutet av 1990-talet och stora mängder DN-tidningar och annat redaktionellt material förvarat på vinden gick förlorat. Brandorsaken tros vara en överhettad dator som lämnats påslagen.

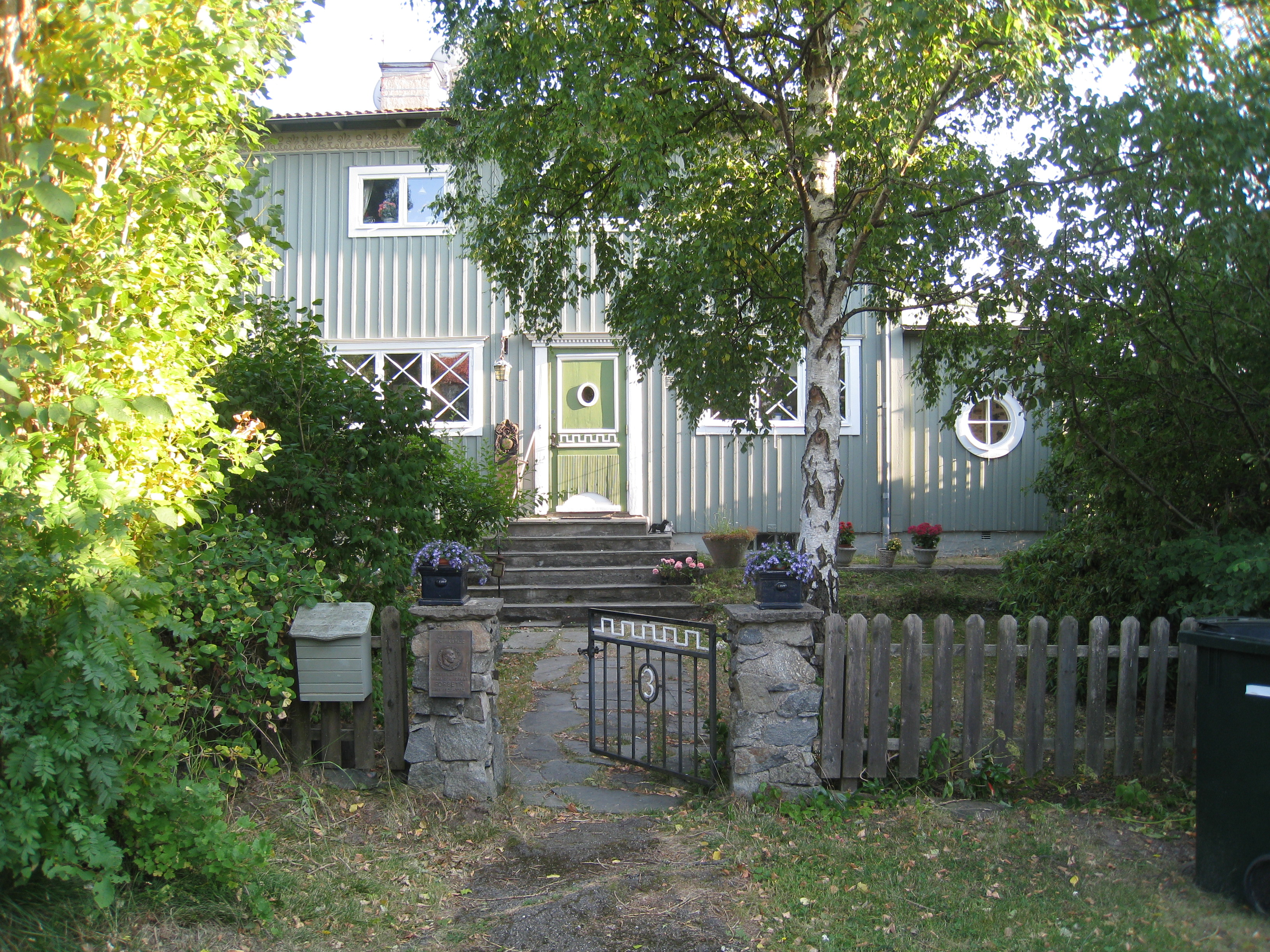
Villa Einar Forseth, Hallingsbacken 3.
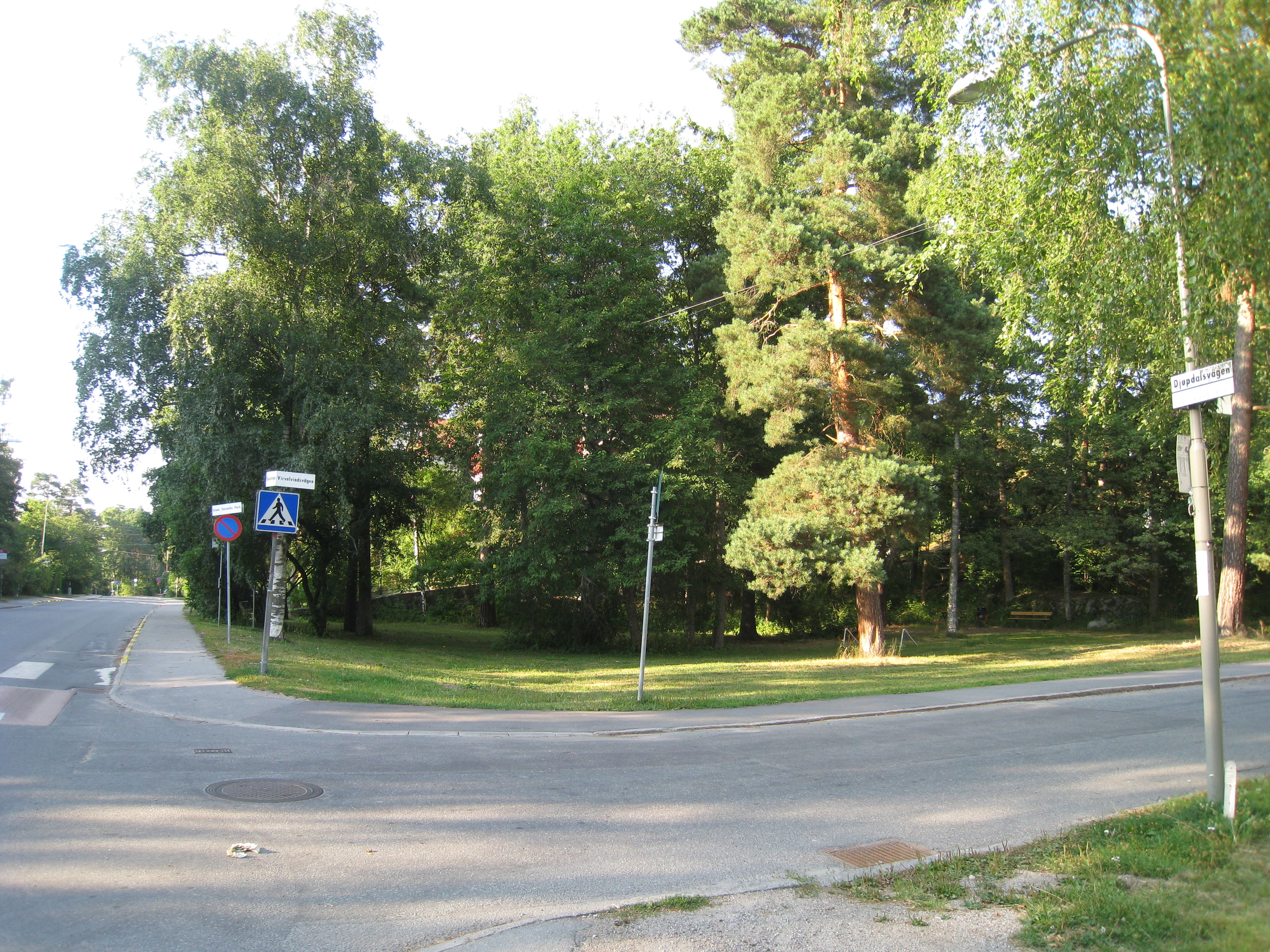
Einar Forseths Park vid Djupdalsvägen i Höglandet.
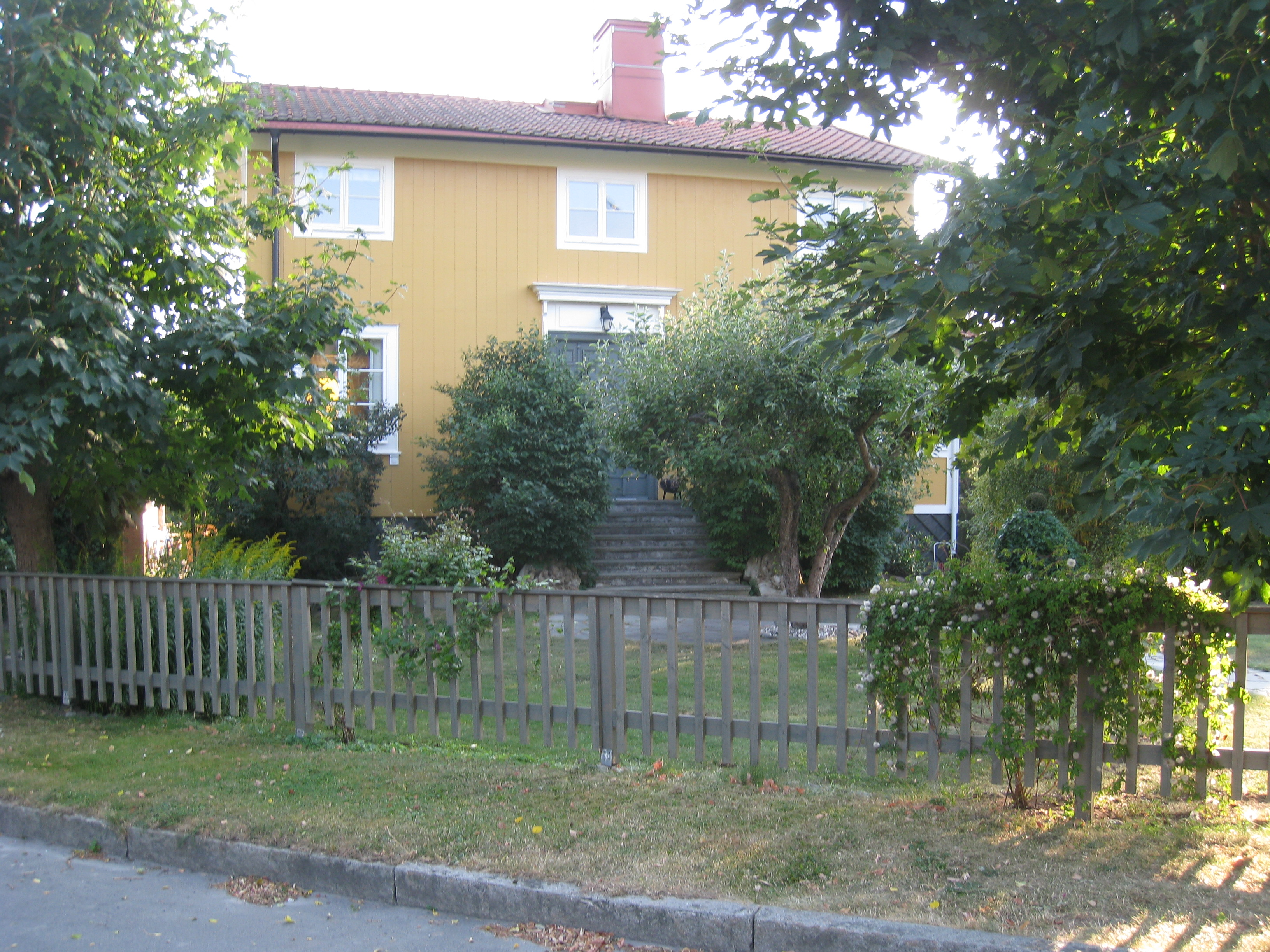
Villa Björn Hedvall, Hallingsbacken 5.
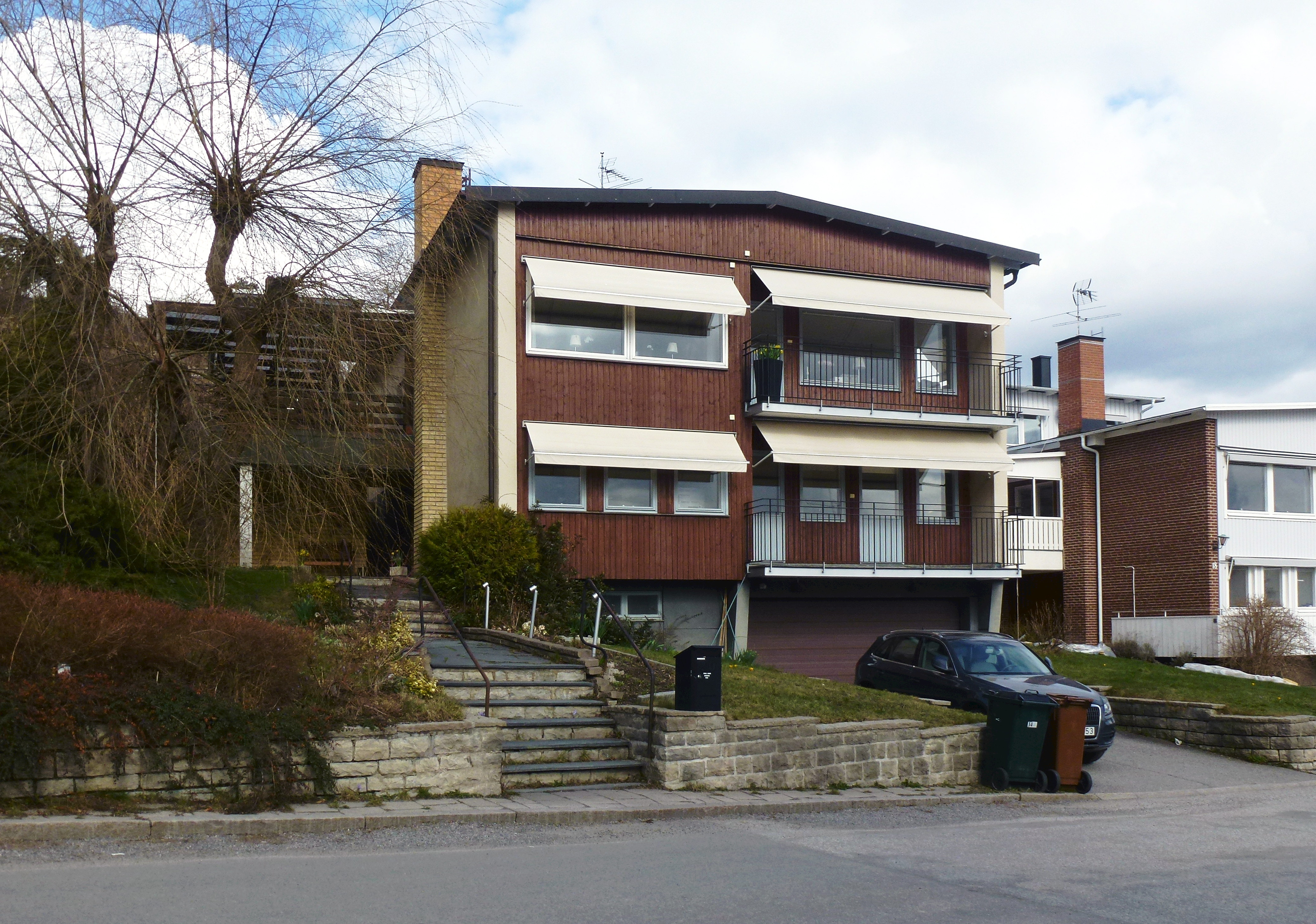
Karl G.H. Karlssons villa på Grönviksvägen 20.
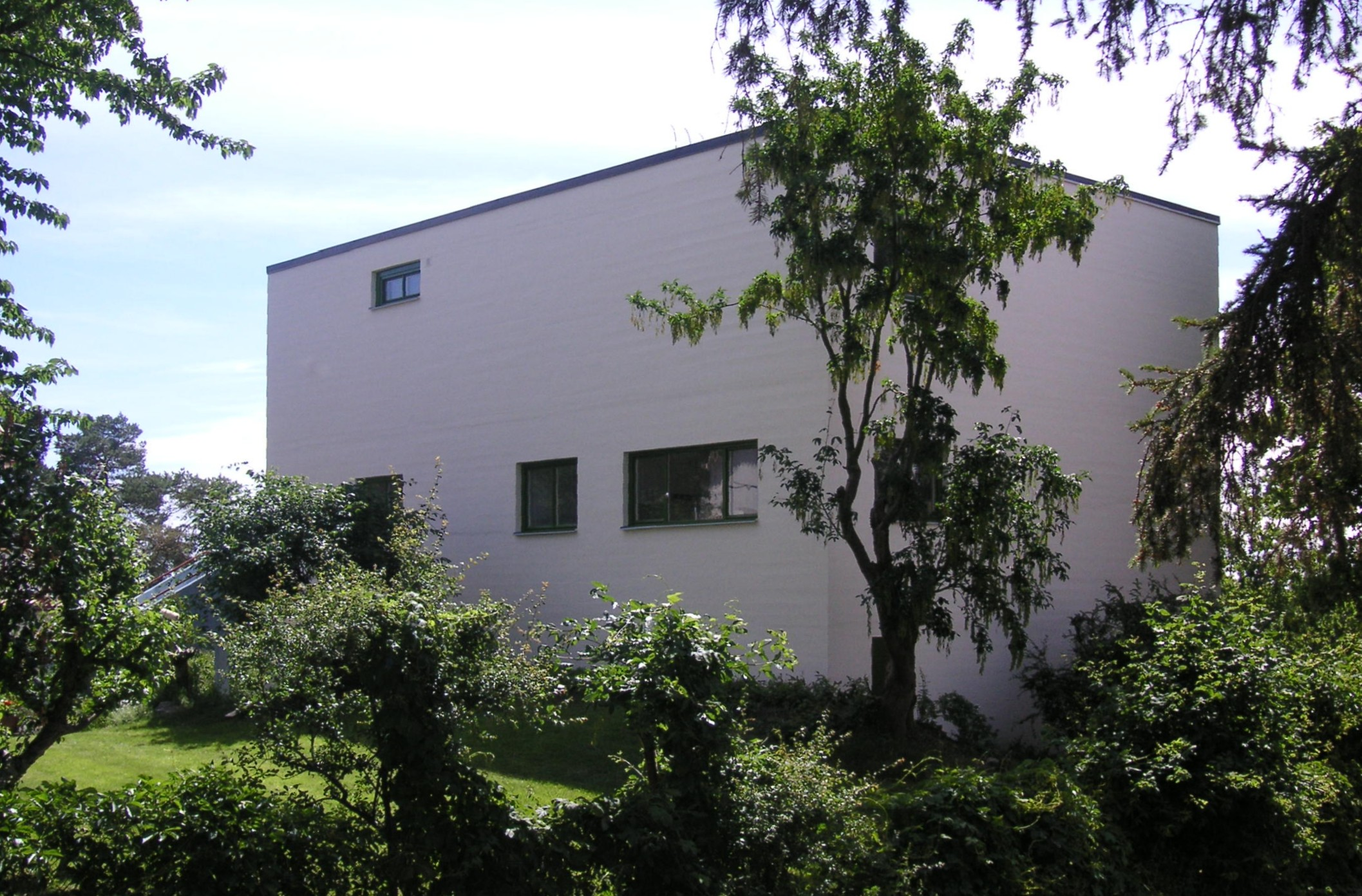
Sven Markelius villa på Grönviksvägen 133.

## Demografi
År 2017 hade stadsdelen cirka 1 400 invånare, varav cirka 10,9 procent med utländsk bakgrund.

### Historik om den tidiga befolkningsutvecklingen
Antalet invånare i Höglandet är ganska oförändrad sedan 1930-talet. I Bromma hembygdsförenings årsskrifter finns det från och med år 1935 statistik för folkmängden i Höglandet. År 1935 hade Höglandet 1 522 invånare inklusive cirka 480 personer i Grönviks villaområde, som sedan 1934 ingick i den då nybildade stadsdelen Höglandet. Den 1 januari 1930 var folkmängden i hela Bromma församling 22 922 personer.
År 1940 hade folkmängden i Höglandet inklusive Grönvik ökat till 1 647 och 1945 var folkmängden något lägre, 1 602, enligt fastighetsdirektören i Stockholm Axel Dahlbergs årskrönikor i Bromma Hembygdsförenings Årsskrifter för åren 1930 och 1946. Axel Dahlberg var fastighetsdirektör i Stockholm under åren 1933 till 1945. Han var den drivande kraften bakom småhusbyggandet och han var en ivrig förespråkare för utbyggnaden av småhus i Stockholms trädgårdsstäder. Ett visst intresse kan finnas att jämföra folkmängden med de angränsande stadsdelarna. I hembygdsföreningens årsbok för år 1930, hembygdsföreningens första årgång, finns folkmängden i Höglandet inte nämnt, folkmängden i Nockeby finns inte heller nämnt. Åren 1916 och 1920 hade Äppelviken 736 respektive 1 923 invånare. De övriga stadsdelarna Smedslätten, Ålsten, Olovslund och Åkeshov, hade då ännu inga invånare. Fem år senare, 1925, hade Äppelvikens invånare ökat till 3 495 och Smedslätten hade 1 681 och Ålsten, som nu för första gången kom med i statistiken, hade år 1925 437 invånare. Olovslund och Åkeshov hade fortfarande inte några invånare. Ytterligare fem år senare, 1930, hade Äppelviken 5 385 invånare, Smedslätten 2 512. Ålsten hade ökat sina invånare till 4 034 och nu hade även Olovslund 531 invånare och Åkeshov 631 invånare. År 1935 hade Nockeby 3 372 invånare inklusive cirka 160 personer, där sedan 1934 stora delar av Stora Nockebyhov ingick och 1940 hade Nockeby 3 572 invånare. Vid 1945 års slut uppgick folkmängden i hela Bromma till 82 827 personer och "de gyllene åren" för Brommas befolkningstillväxt hade nu passerats, enligt filosofie doktor Sixten Rönnow i Brommakrönikan 1945-1946 i hembygdsföreningens årsbok för 1946.

## Övriga källor
- Områdesfakta om Höglandet från Utrednings- och statistikkontoret, Stockholms stad